# 訃報 2018年12月
訃報 2018年12月（ふほう 2018ねん12がつ）では、2018年12月に物故した、又は物故が報じられた人物についてまとめる。

## (1日 - 15日)

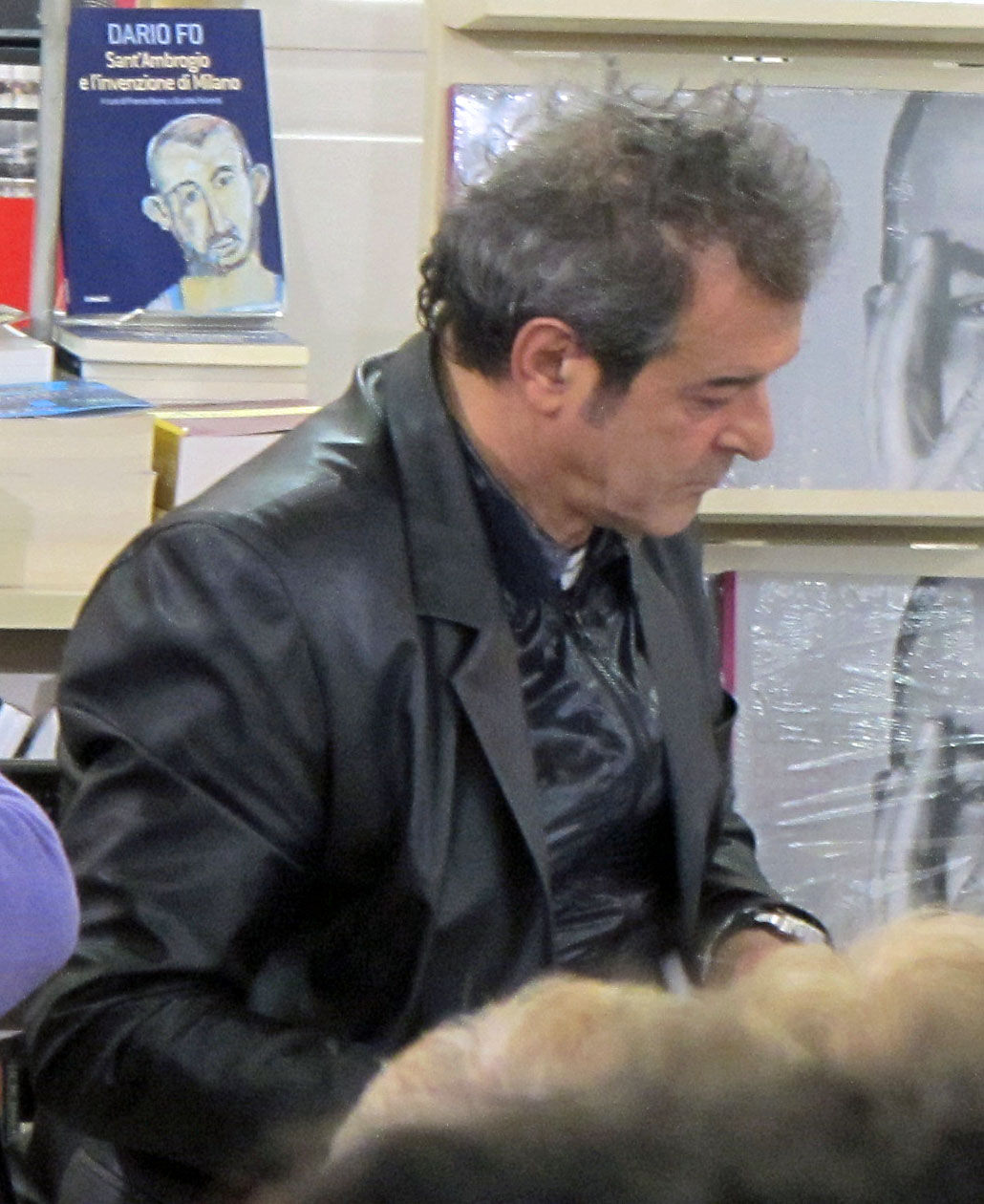
エンニオ・ファンタスティキーニ／12月1日没

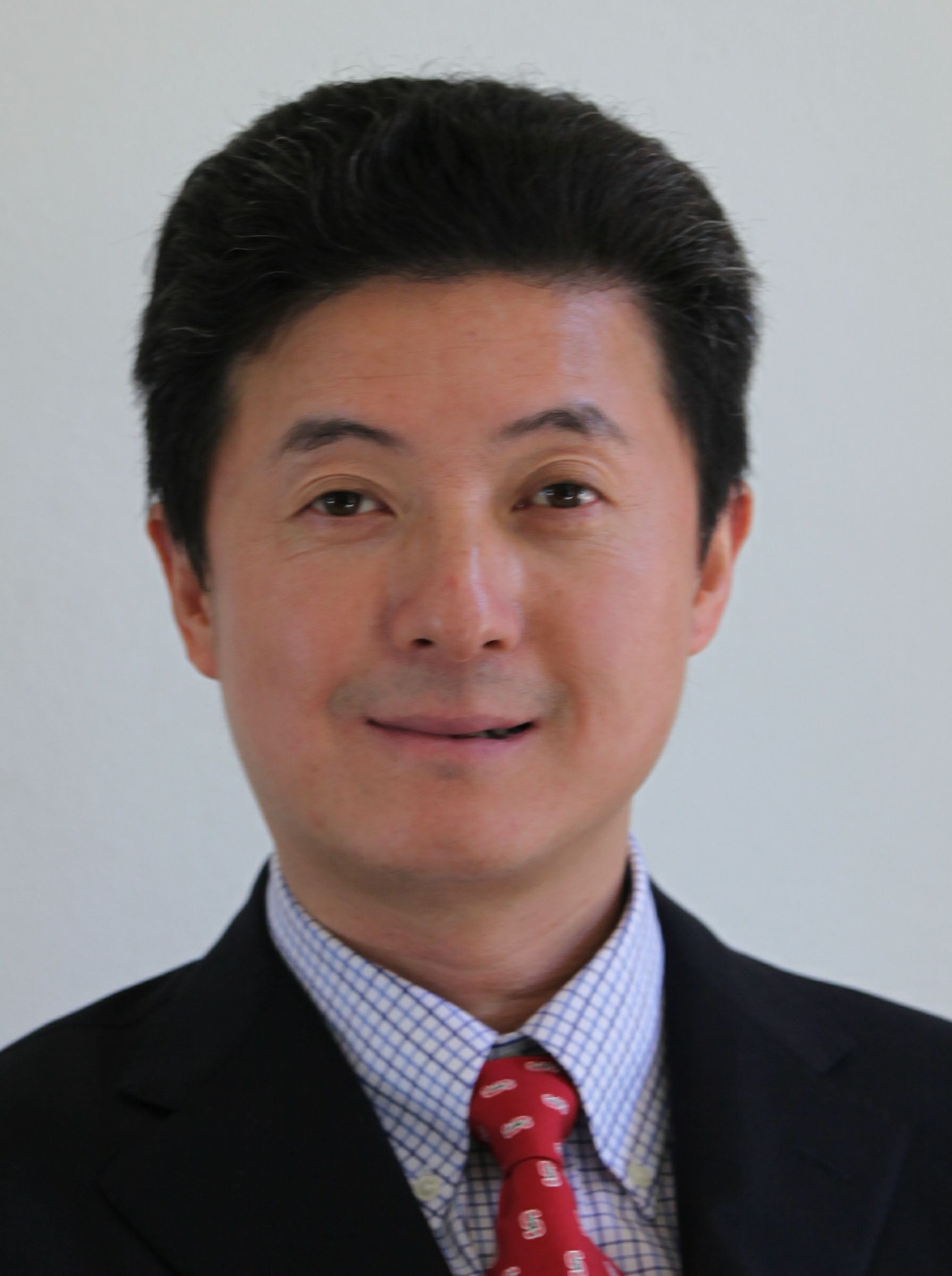
張首晟／12月1日没

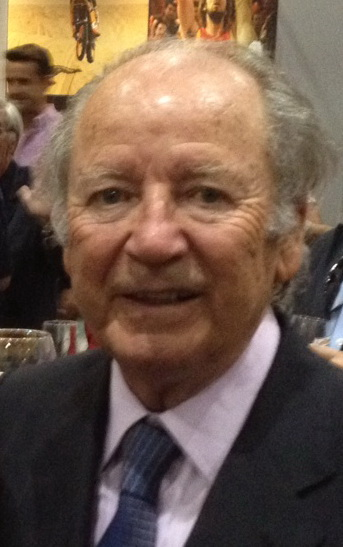
ホセ・ルイス・ヌニェス／12月3日没

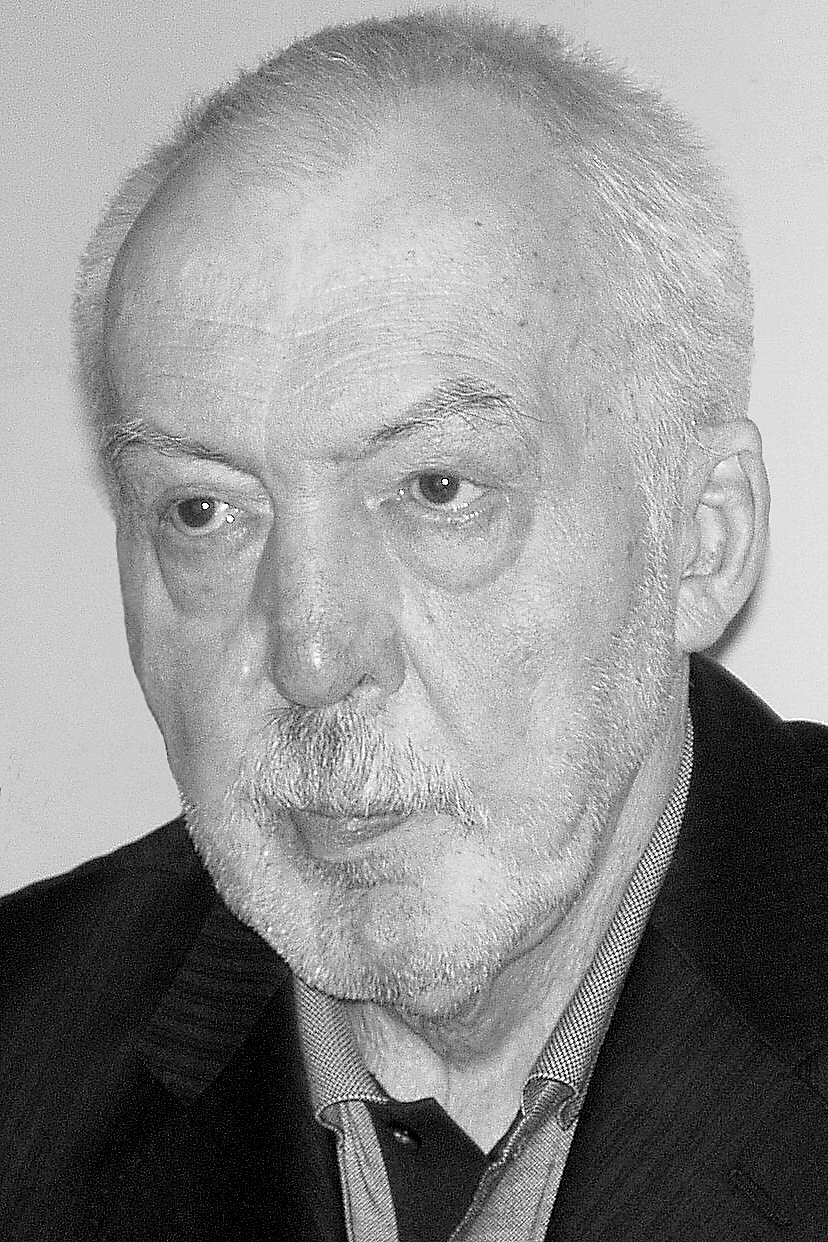
アンドレイ・ビートフ／12月3日没

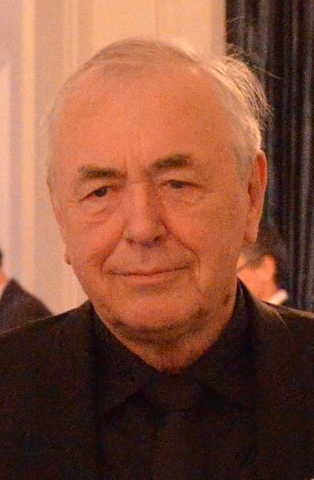
ジェフ・マーフィー／12月3日没

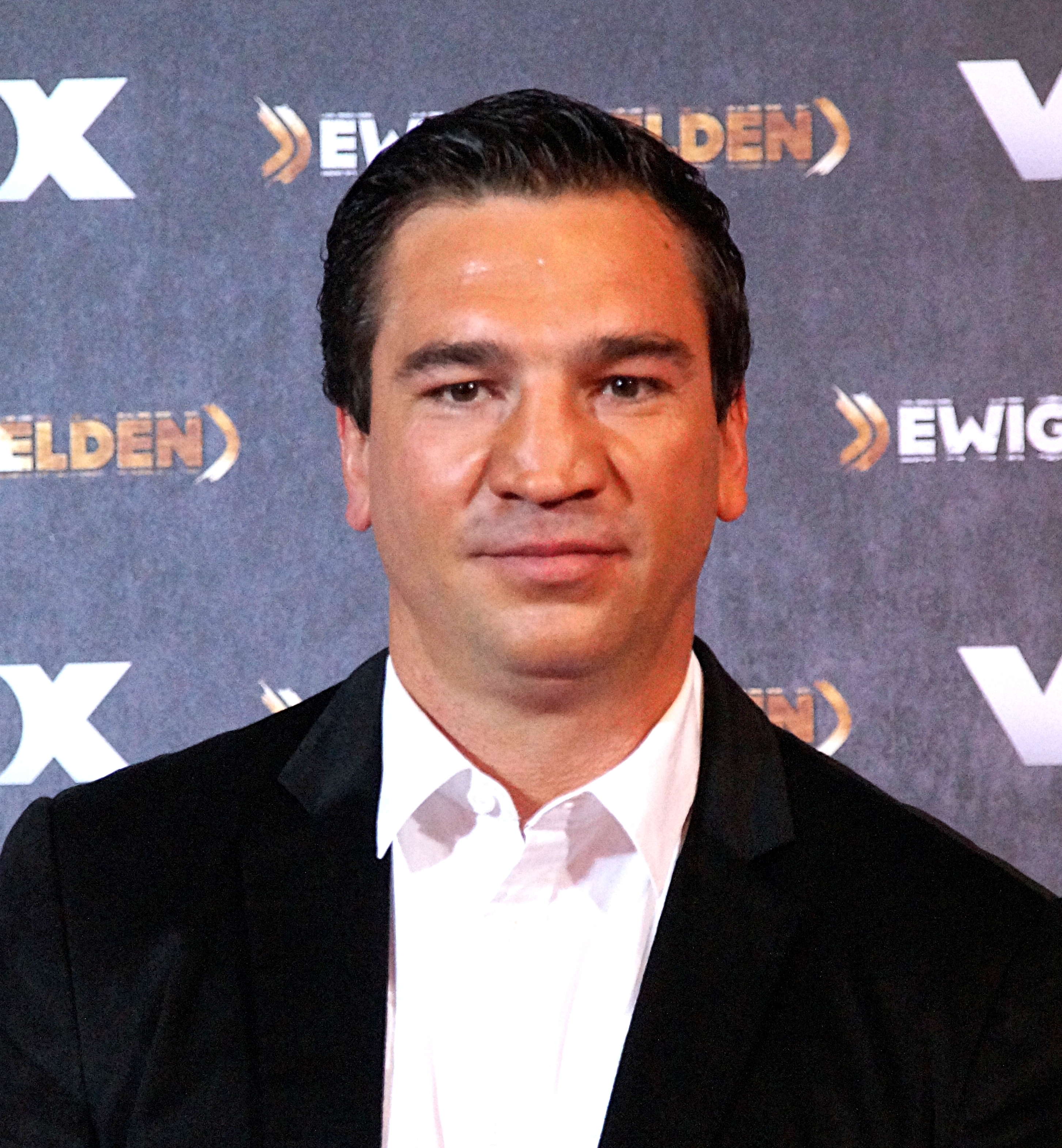
マルクス・バイエル／12月3日没

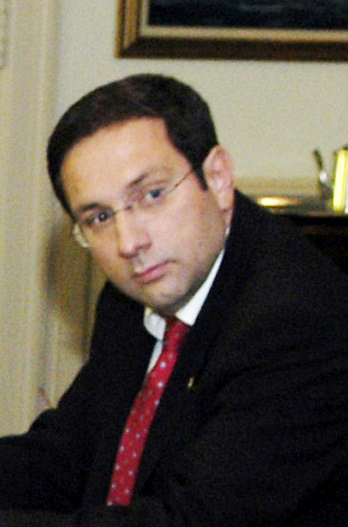
ニカ・ルルア／12月4日没

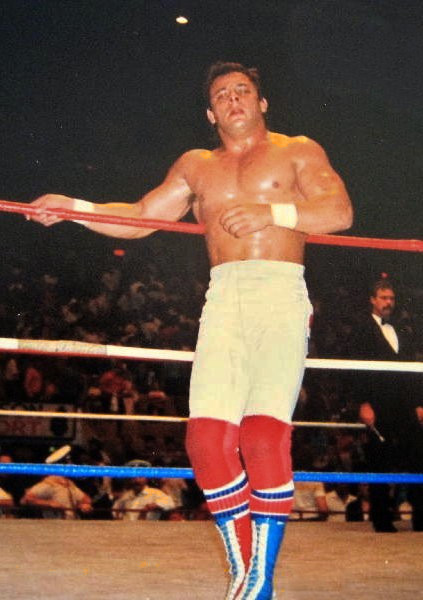
ダイナマイト・キッド／12月5日没

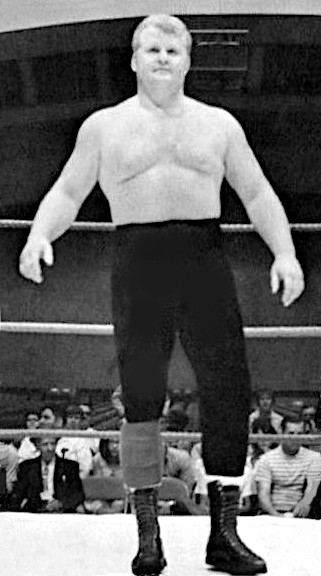
ラリー・ヘニング／12月6日没

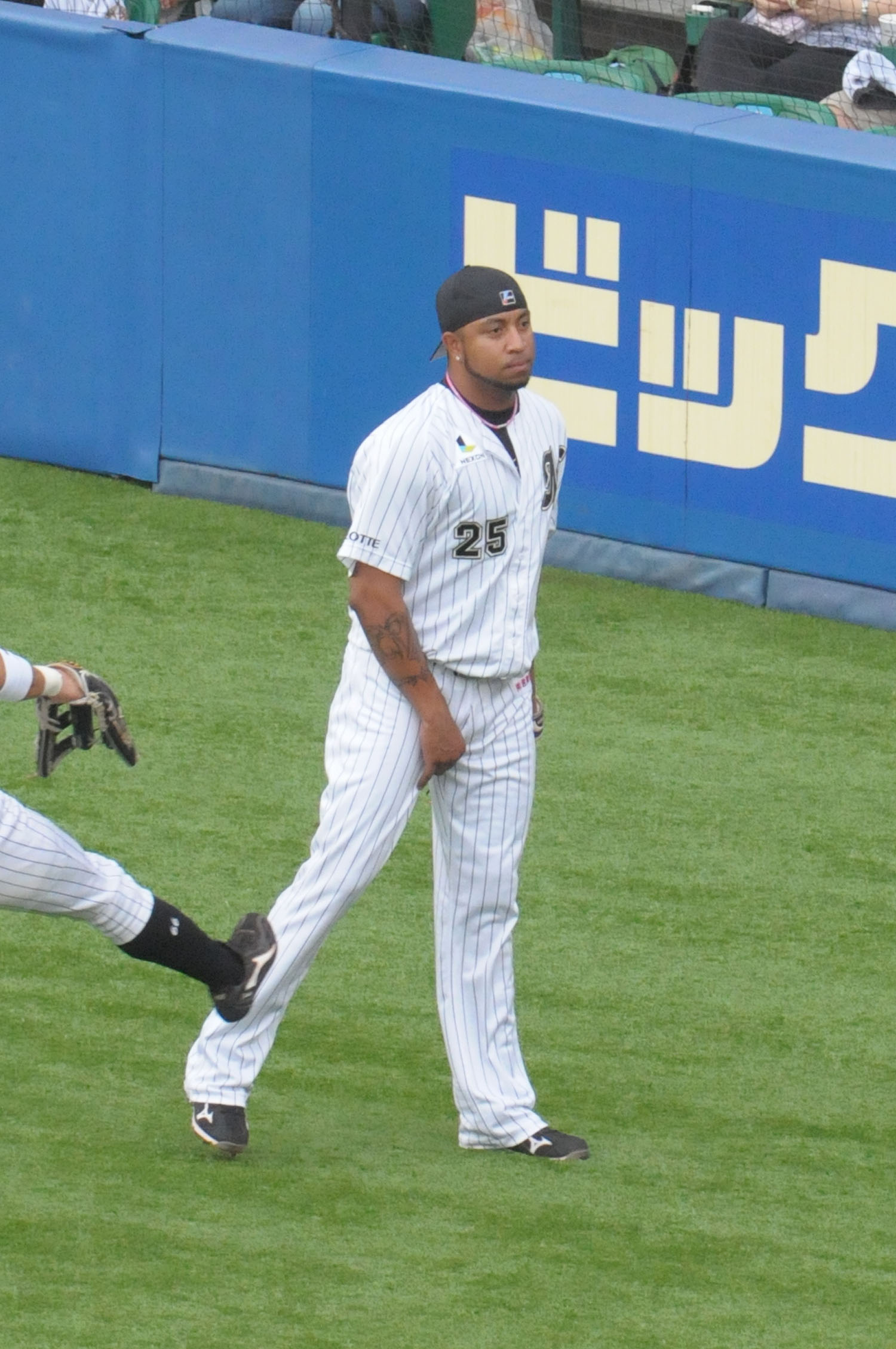
ホセ・カスティーヨ／12月6日没

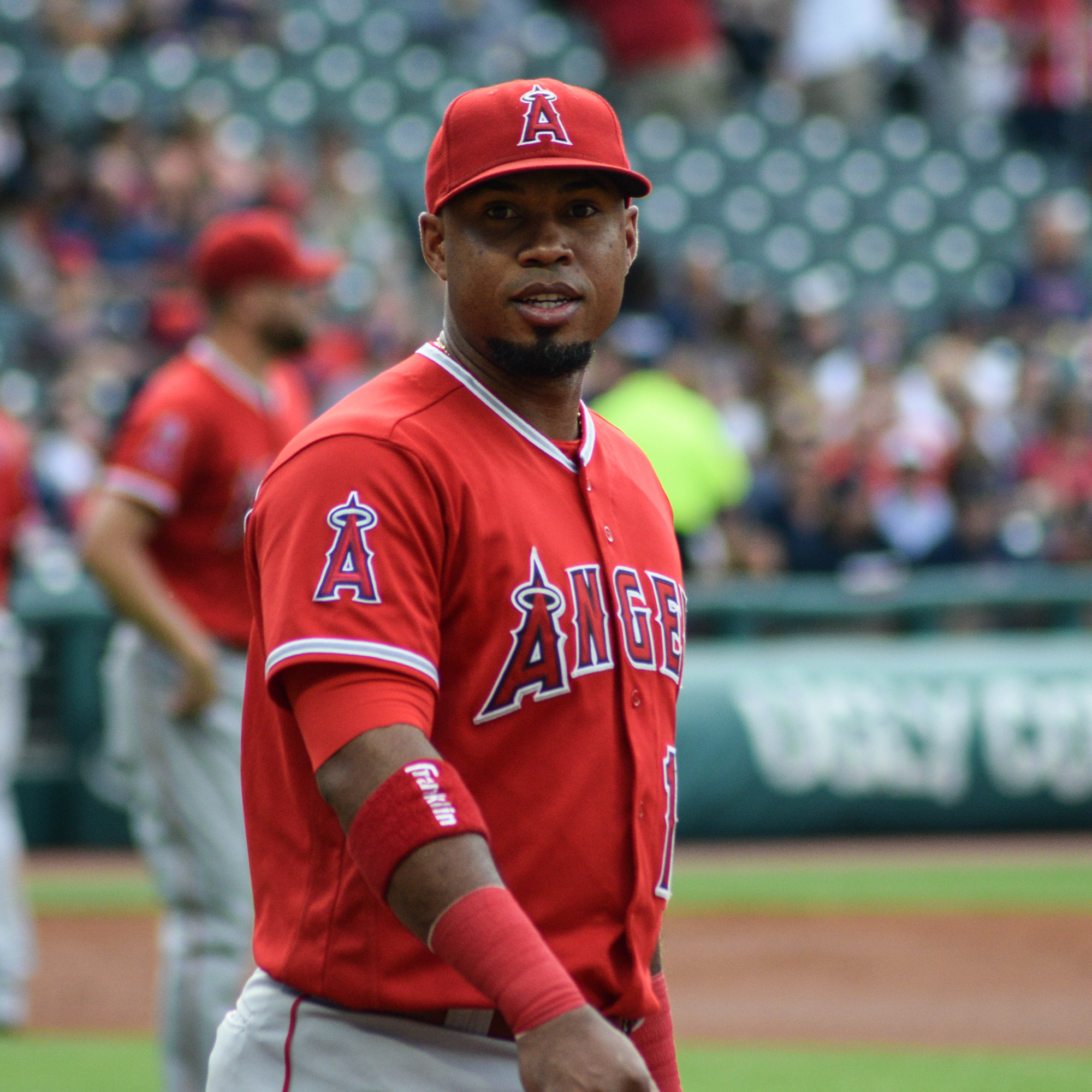
ルイス・バルブエナ／12月6日没

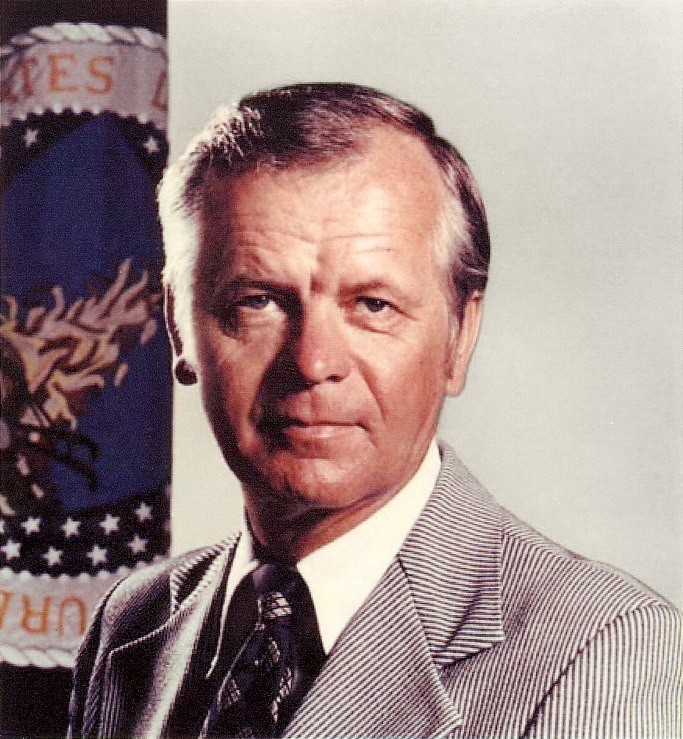
ロバート・セルマー・バーグランド／12月9日没

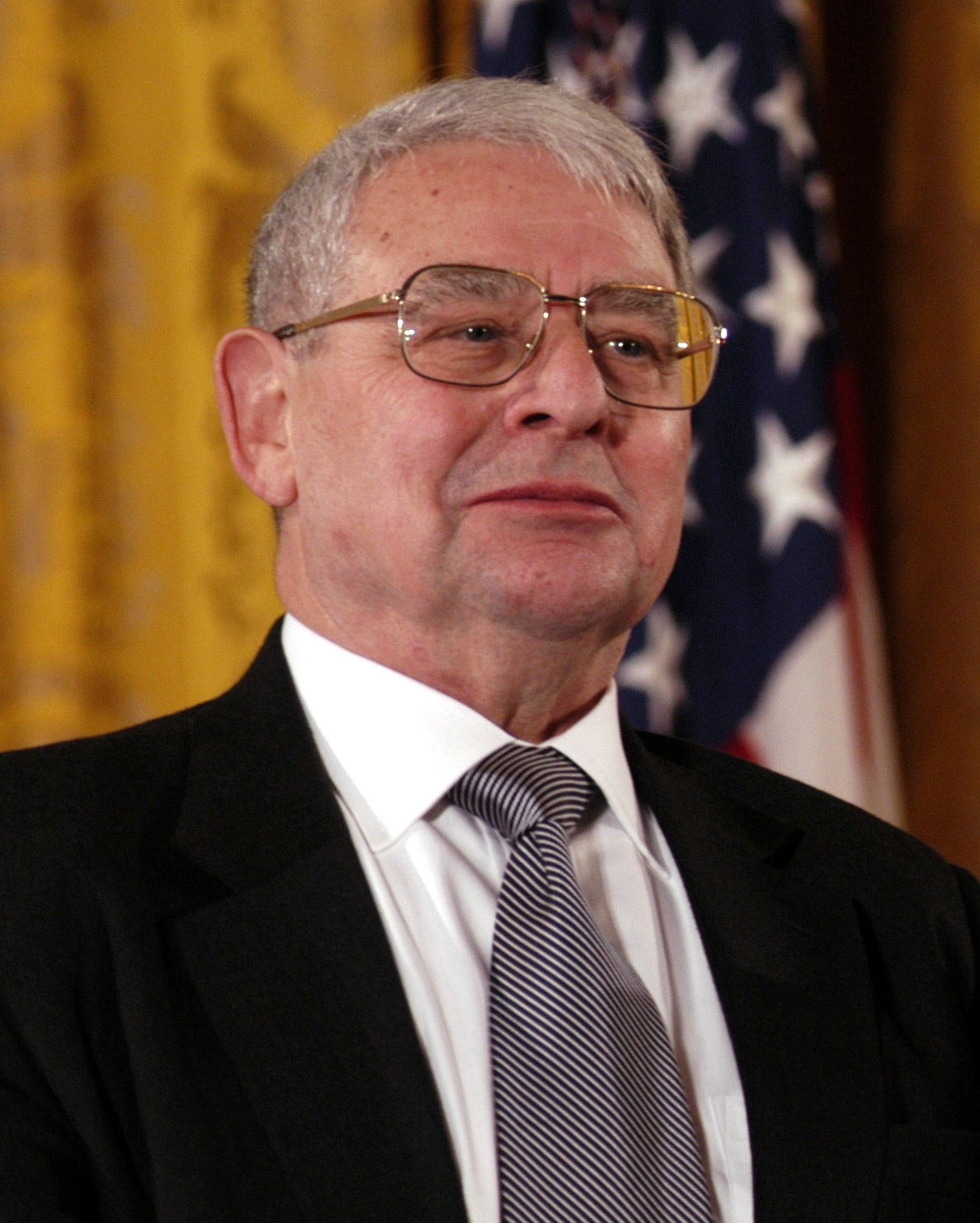
リカルド・ジャコーニ／12月9日没

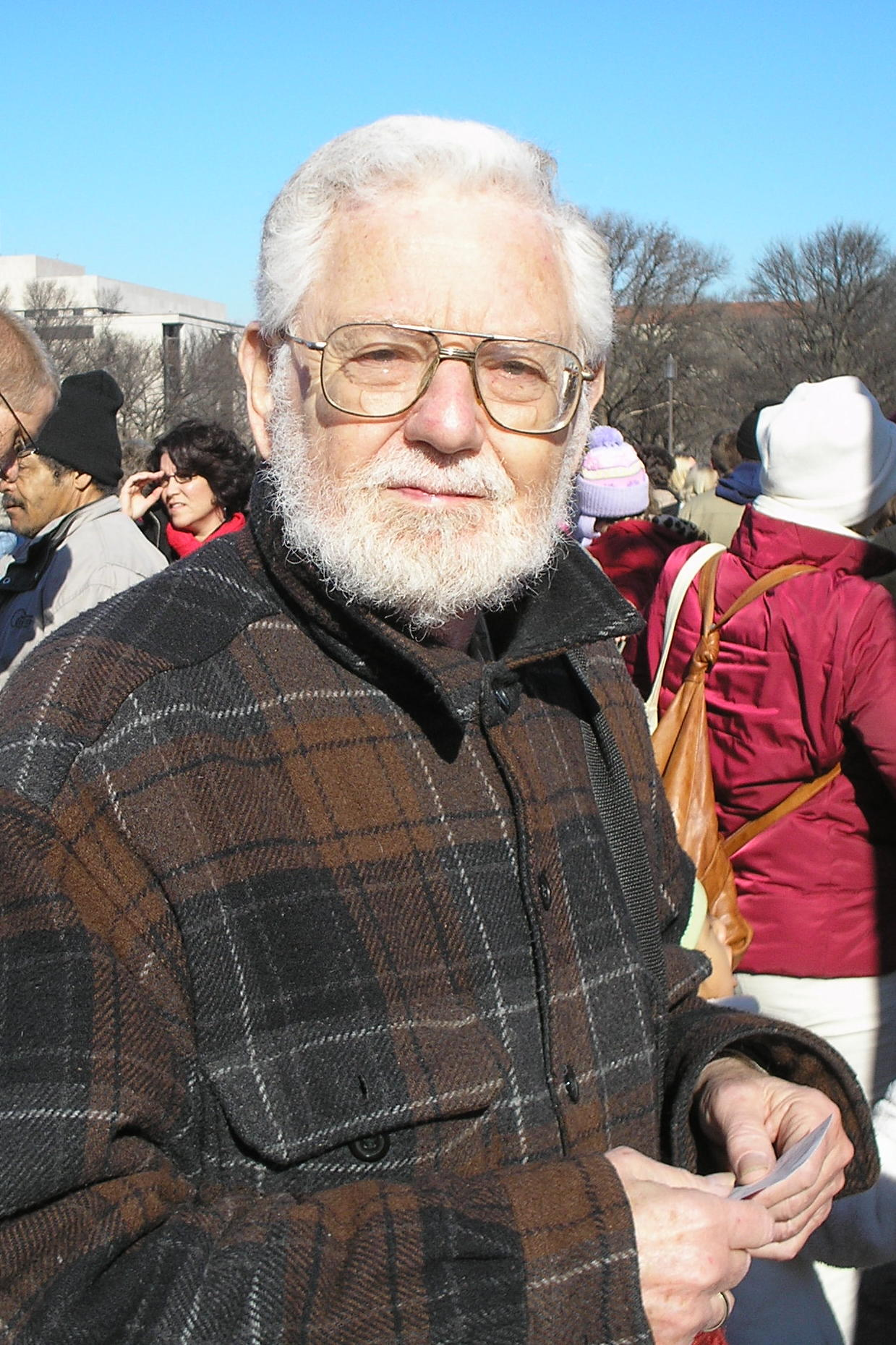
ウィリアム・ブルム／12月9日没

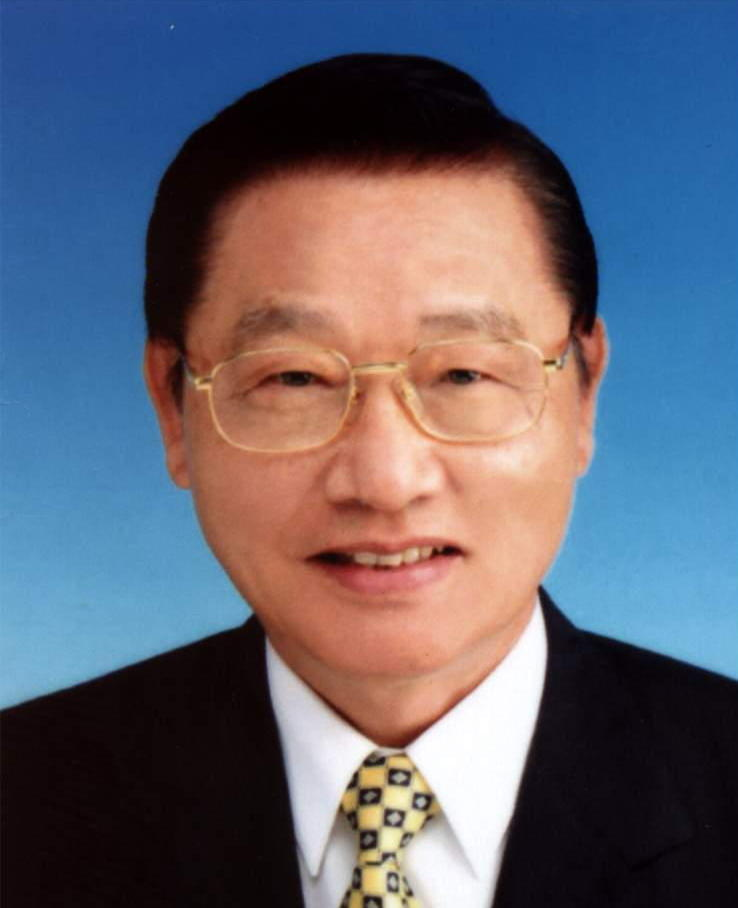
江丙坤／12月10日没

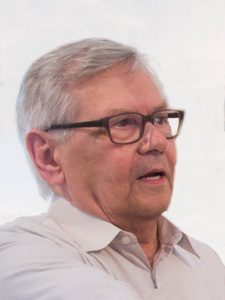
コーシャ・フェレンツ／12月12日没

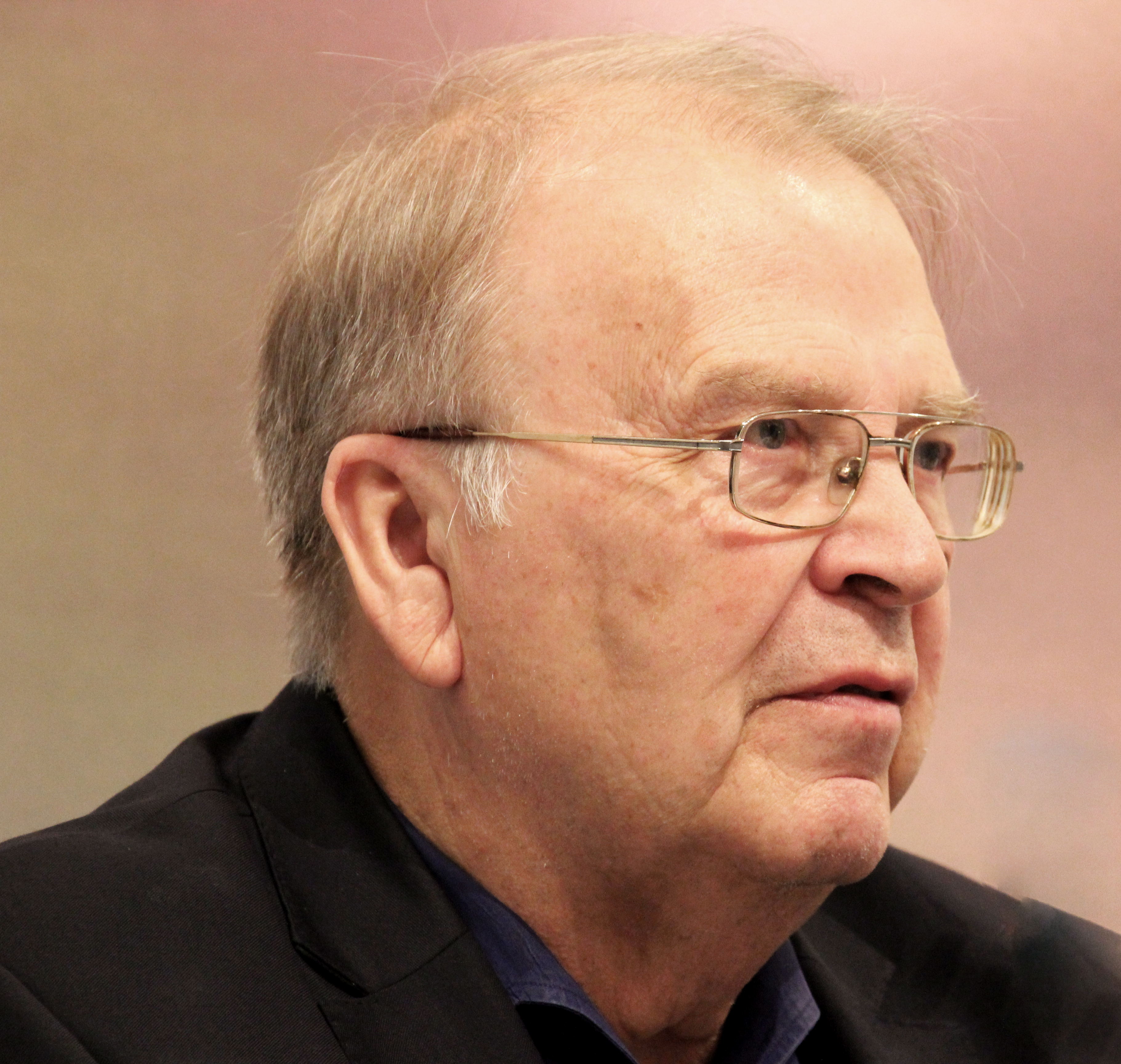
ヴィルヘルム・ゲナツィーノ／12月12日没

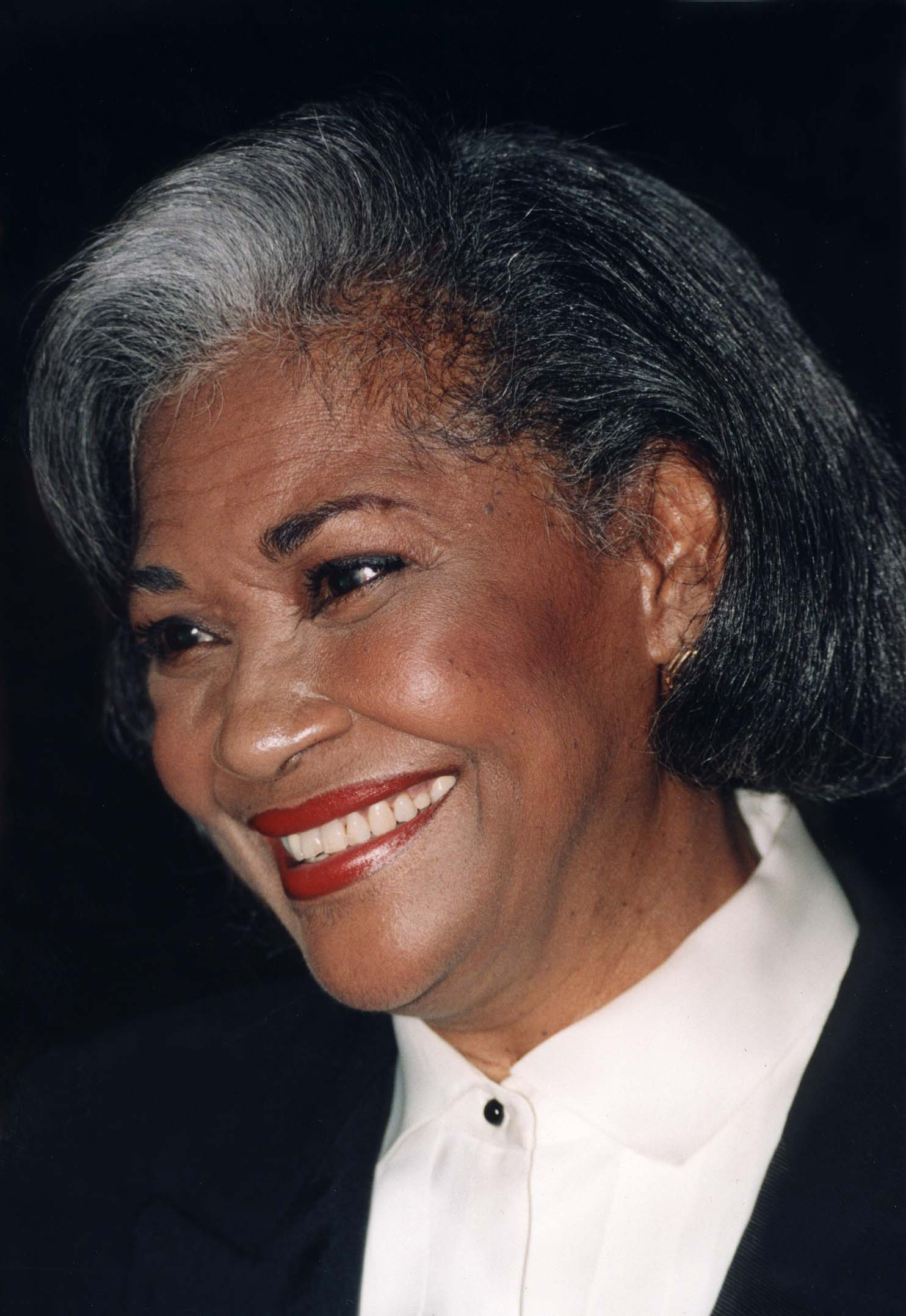
ナンシー・ウィルソン／12月13日没

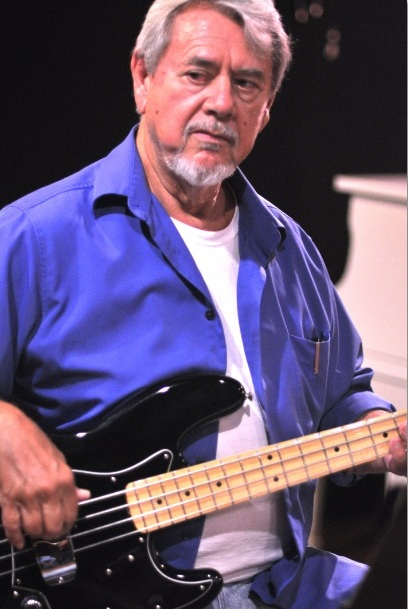
ジョー・オズボーン／12月14日没

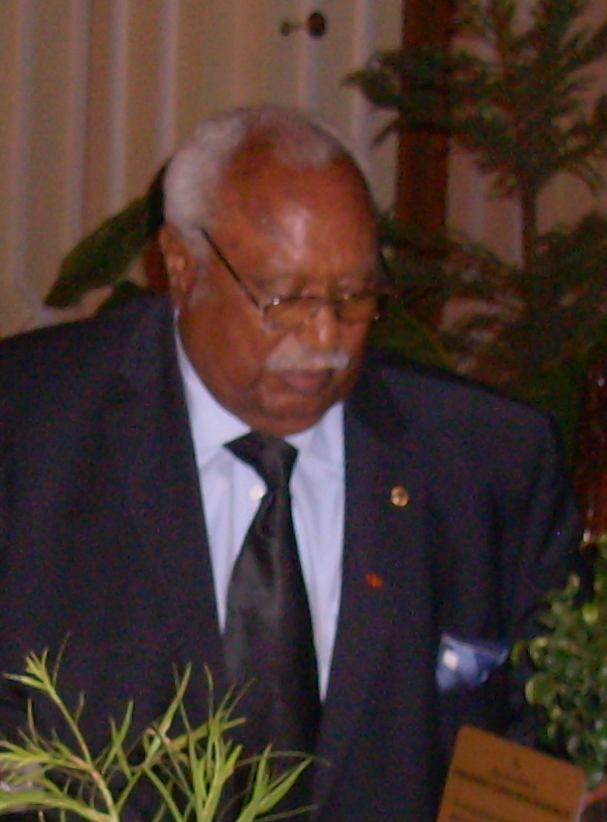
ギルマ・ウォルドギオルギス／12月15日没

- 12月1日 - カルヴィン・ニューボーン（英語版）、アメリカ合衆国のジャズギタリスト（* 1933年）[1]
- 12月1日 - ジョディ・ウィリアムズ（英語版）、アメリカ合衆国のブルースギタリスト・歌手（* 1935年）[2]
- 12月1日 - エンニオ・ファンタスティキーニ、イタリアの映画俳優（* 1955年）[3]
- 12月1日 - スコット・スティアニー（英語版）、アメリカ合衆国の軍人、海軍中将、第5艦隊司令官（* 1960年）[4]
- 12月1日 - 張首晟、中華人民共和国出身のアメリカ合衆国の物理学者、スタンフォード大学教授（* 1963年）[5]
- 12月2日 - 倉知俊彦、日本の政治家、元愛知県議会議長（* 1931年）[6]
- 12月2日 - ペリー・ロビンソン（英語版）、アメリカ合衆国のジャズクラリネット奏者（* 1938年）[7]
- 12月2日 - ポール・シャーウェン（英語版）、イギリスの自転車競技選手・解説者（* 1956年）[8]
- 12月2日 - 鏡佳人（深紫'72）、日本の漫画家（* 生年不詳）[9]
- 12月3日 - キム・チョルマン（金鉄万）、朝鮮民主主義人民共和国の軍人、朝鮮労働党中央委員会委員、最高人民会議代議員（* 1920年）[10]
- 12月3日 - 大中恩、日本の作曲家（* 1924年）[11]
- 12月3日 - アルベール・フレール（フランス語版）、ベルギーの実業家、同国一の富豪（* 1926年）[12]
- 12月3日 - 松井栄一、日本の国語学者、元東京成徳大学教授（* 1926年）[13]
- 12月3日 - フィリップ・ボスコ、アメリカ合衆国の俳優（* 1930年）[14]
- 12月3日 - ホセ・ルイス・ヌニェス、スペインの実業家、元FCバルセロナ会長（* 1931年）[15]
- 12月3日 - 坪正直、日本の元競馬調教師【日本中央競馬会所属】（* 1934年）[16]
- 12月3日 - アンドレイ・ビートフ、ロシアの作家（* 1937年）[17]
- 12月3日 - ジェフ・マーフィー、ニュージーランドの映画監督（* 1938年）[18]
- 12月3日 - 厳凱泰（中国語版）、中華民国の実業家、裕隆集団董事長（* 1965年）[19]
- 12月3日 - マルクス・バイエル、ドイツのプロボクサー、元WBC世界スーパーミドル級王者（* 1971年）[20]
- 12月3日 - 片山竜輔、日本の競艇選手（* 1971年）[21]
- 12月4日 - 大越幸夫、日本の実業家、元TBS常務・社長室顧問（* 1928年）[22]
- 12月4日 - 門馬直孝、日本の政治家、元福島県原町市長（* 1934年）[23]
- 12月4日 - Nh.ディニ（英語版）、インドネシアの小説家、フェミニズム運動家（* 1936年）[24]
- 12月4日 - ニカ・ルルア、ジョージアの政治家、元文化・遺跡保護大臣（* 1968年）[25]
- 12月4日 - 木原征治、日本のフィールドホッケー選手、指導者（* 1941年）[26]
- 12月5日 - 椙山一典、日本の物理学者、東北大学名誉教授（* 1928年?）[27]
- 12月5日 - 4代目井上菊次郎、日本の能楽師、狂言方和泉流（* 1941年）[28]
- 12月5日 - アレックス・ボレイン、南アフリカ共和国真実和解委員会副委員長（* 1931年）[29]
- 12月5日 - ダイナマイト・キッド、イギリスの元プロレスラー（* 1958年）[30]
- 12月6日 - ジョゼフ・ジョッフォ（フランス語版）、フランスの作家（* 1931年）[31]
- 12月6日 - エース・キャノン（英語版）、アメリカ合衆国のサクソフォーン奏者（* 1934年）[32]
- 12月6日 - ラリー・ヘニング、アメリカ合衆国の元プロレスラー（* 1936年）[33]
- 12月6日 - 和田勝義、日本の実業家、元日本工営社長（* 1936年）[34]
- 12月6日 - 伴金美、日本の経済学者、大阪大学・高知工科大学名誉教授（* 1950年）[35]
- 12月6日 - ピート・シェリー（英語版）、イギリスのボーカリスト・ギタリスト、パンクバンド『バズコックス』メンバー（* 1955年）[36]
- 12月6日 - ホセ・カスティーヨ、ベネズエラのプロ野球選手、元千葉ロッテマリーンズ/横浜ベイスターズ選手（* 1981年）[37]
- 12月6日 - ルイス・バルブエナ、ベネズエラのプロ野球選手、元ロサンゼルス・エンゼルス選手（* 1985年）[37]
- 12月7日 - ベリサリオ・ベタンクール・クアルタス（スペイン語版）、コロンビアの政治家、同国元大統領（* 1923年）[38]
- 12月7日 - 本坊喜一郎、日本の実業家、元薩摩酒造社長、元本坊酒造会長（* 1927年?）[39]
- 12月7日 - 山田紀之、日本の政治家、元新潟県糸魚川市長（* 1941年）[40]
- 12月7日 - マスカラ・スネーク（英語版）（ヴィクター・ヘイデン）、アメリカ合衆国の画家、ミュージシャン、元キャプテン・ビーフハート・アンド・ヒズ・マジック・バンドメンバー（* 1948年）[41]
- 12月7日 - 松代眞、日本の競馬調教師【千葉県競馬組合所属】、元騎手（* 1950年）[42]
- 12月7日 - イ・ジェス（朝鮮語版）（李載寿）、大韓民国の元軍人、元国軍機務司令官（* 1958年）[43]
- 12月8日 - イヴリン・ベレジン、アメリカ合衆国の計算機工学者（* 1925年）[44]
- 12月8日 - 松谷英次郎、日本の実業家、松谷化学工業会長（* 1926年）[45]
- 12月8日 - リュドミラ・アレクセーエワ（ロシア語版）、ロシアの人権活動家（* 1927年）[46]
- 12月8日 - 真仁田昭、日本の心理学者、筑波大学名誉教授（* 1927年）[47]
- 12月8日 - 王瑞林（中国語版）、中華人民共和国の元軍人、元中央軍事委員会委員、鄧小平秘書（* 1930年）[48]
- 12月8日 - エンリコ・クリスポルティ（イタリア語版）、イタリアの美術評論家、美術史家（* 1933年）[49]
- 12月8日 - 中島三夫、日本の政治家、元京都府美山町長（* 1938年）[50]
- 12月8日 - 南原美紗保、日本の女優、元宝塚歌劇団星組所属（* 1944年）[51]
- 12月8日 - ミケーレ・モンティ、イタリアの柔道家（* 1970年）[52]
- 12月8日 - 田所広成、日本のゲームデザイナー、ミュージシャン、ストーンヘッズ創業者（* 生年不詳）[53]
- 12月9日 - 川北博、日本の公認会計士、元日本公認会計士協会会長（* 1925年）[54]
- 12月9日 - ロバート・セルマー・バーグランド、アメリカ合衆国の政治家、元農務長官（* 1928年）[55]
- 12月9日 - リカルド・ジャコーニ、イタリア出身のアメリカ合衆国の天文学者・宇宙物理学者、2002年ノーベル物理学賞受賞者（* 1931年）[56]
- 12月9日 - ウィリアム・ブルム、アメリカ合衆国の作家、歴史家、外交問題評論家（* 1933年）[57]
- 12月9日 - ロドニー・カゲヤマ、アメリカ合衆国の俳優（* 1941年）[58]
- 12月9日 - 重由美子、日本のヨット選手（* 1965年）[59]
- 12月10日 - 藤間生大、日本の歴史学者、考古学者（* 1913年）[60]
- 12月10日 - シャヴィエル・ティリエット（フランス語版）、フランスの哲学者、歴史家（* 1921年）[61]
- 12月10日 - 福井作蔵、日本の遺伝子工学者、広島大学・福山大学名誉教授（* 1924年）[62]
- 12月10日 - 津守眞、日本の保育学者、お茶の水女子大学名誉教授（* 1926年）[63]
- 12月10日 - 近藤たいわ、日本の洋画家（* 1929年）[64]
- 12月10日 - 江丙坤、中華民国の政治家、元中国国民党副主席、元海峡交流基金会董事長（* 1932年）[65]
- 12月10日 - 平不二夫、日本の環境デザイナー、筑波大学名誉教授（* 1934年）[66]
- 12月10日 - 鎌田ジョージ、日本のギタリスト（* 1960年）[67]
- 12月11日 - 藤盛啓治、日本の工業デザイナー、拓殖大学名誉教授（* 1931年）[68]
- 12月11日 - 須賀正人、日本の音楽プロデューサー（* 生年不詳）[69]
- 12月12日 - 山本清一、日本の瓦工事技術者（* 1932年）[70]
- 12月12日 - コーシャ・フェレンツ、ハンガリーの映画監督、脚本家、元同国国会議員（* 1937年）[71]
- 12月12日 - ヴィルヘルム・ゲナツィーノ、ドイツのジャーナリスト、作家（* 1943年）[72]
- 12月12日 - 須藤隆仙、日本の僧侶、歴史家、民俗学者、宗教学者（* 1929年）[73]
- 12月13日 - 銭村健三、アメリカ合衆国の元プロ野球選手、広島カープ選手（* 1927年）[74]
- 12月13日 - 袁木、中華人民共和国の新聞記者、報道官（* 1928年）[75]
- 12月13日 - レネ・ラサルテス（ジャック・デ・ラサルテス）、スイスのプロレスラー（* 1928年）[76]
- 12月13日 - ナンシー・ウィルソン、アメリカ合衆国のジャズ・シンガー（* 1937年）[77]
- 12月13日 - 宇津徹男、日本の政治家、元島根県浜田市長（* 1943年）[78]
- 12月13日（訃報公表日） - 広田麻由美、日本のアニメーター、イラストレーター（* 生年不詳）[79]
- 12月14日 - マッティ・カッシラ（フィンランド語版）、フィンランドの映画監督（* 1924年）[80]
- 12月14日 - 大岡忠輔、日本の実業家、元クノール食品社長、大岡家14代目当主（* 1924年）[81]
- 12月14日 - ジョー・オズボーン、アメリカ合衆国のベーシスト、元レッキング・クルー（英語版）メンバー（* 1937年）[82]
- 12月15日 - ギルマ・ウォルドギオルギス、エチオピアの政治家、元同国大統領（* 1924年）[83]
- 12月15日 - 田村五郎、日本の法学者、中央大学名誉教授（* 1926年）[84]
- 12月15日 - 羅本立（中国語版）、中華民国の元軍人、元国防部参謀総長（* 1927年）[85]
- 12月15日 - 三輪秀彦、日本のフランス文学者、翻訳家（* 1930年）[86]
- 12月15日 - 二月河（凌解放）、中華人民共和国の小説家（* 1945年）[87]
- 12月15日 - 河原啓雲、日本の書家、毎日書道展審査会員（* 1960年）[88]
- 12月15日 - 4代目三遊亭小圓朝、日本の落語家（* 1969年）[89][90]

## (16日 - 31日)

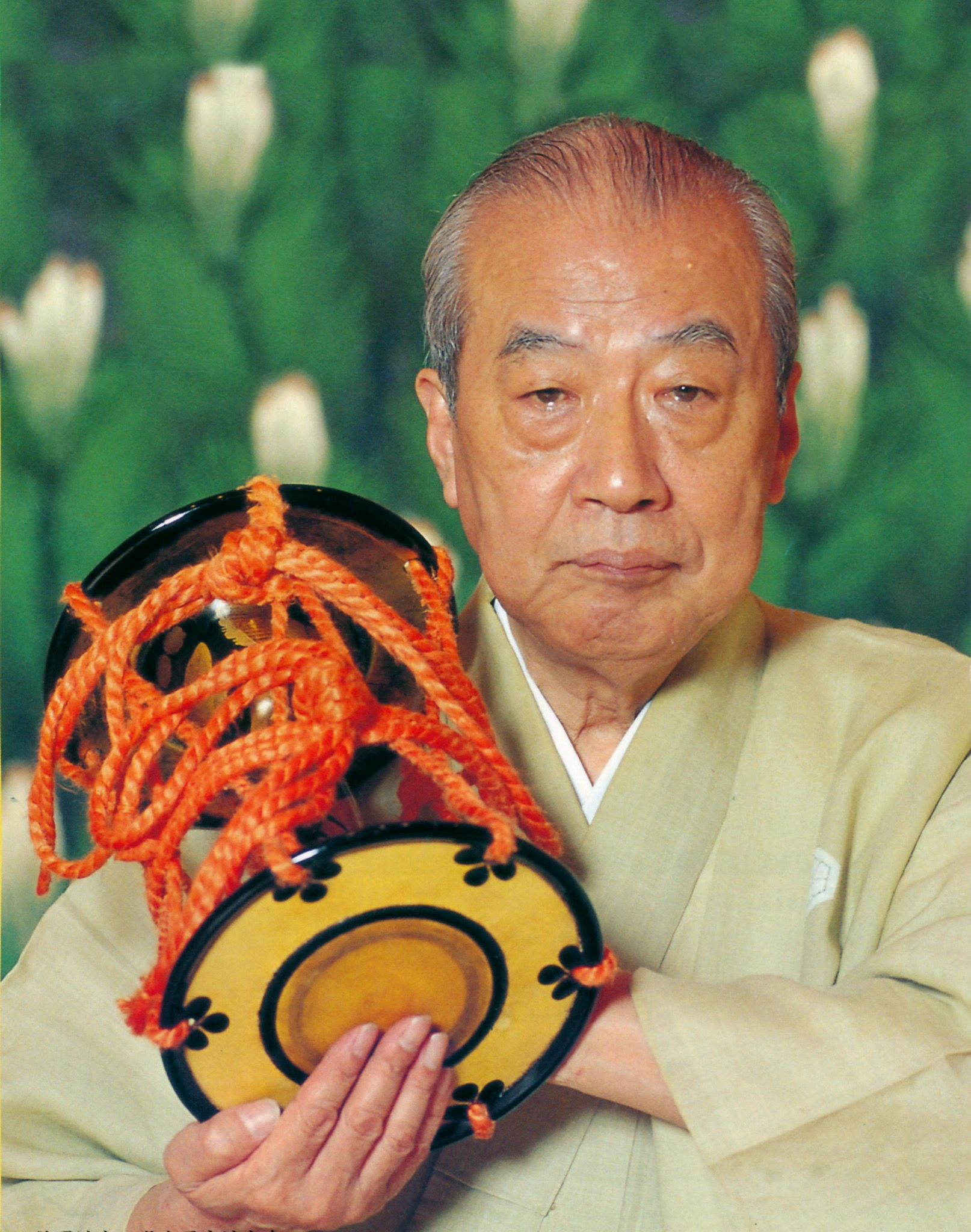
11世福井四郎兵衛／12月17日没

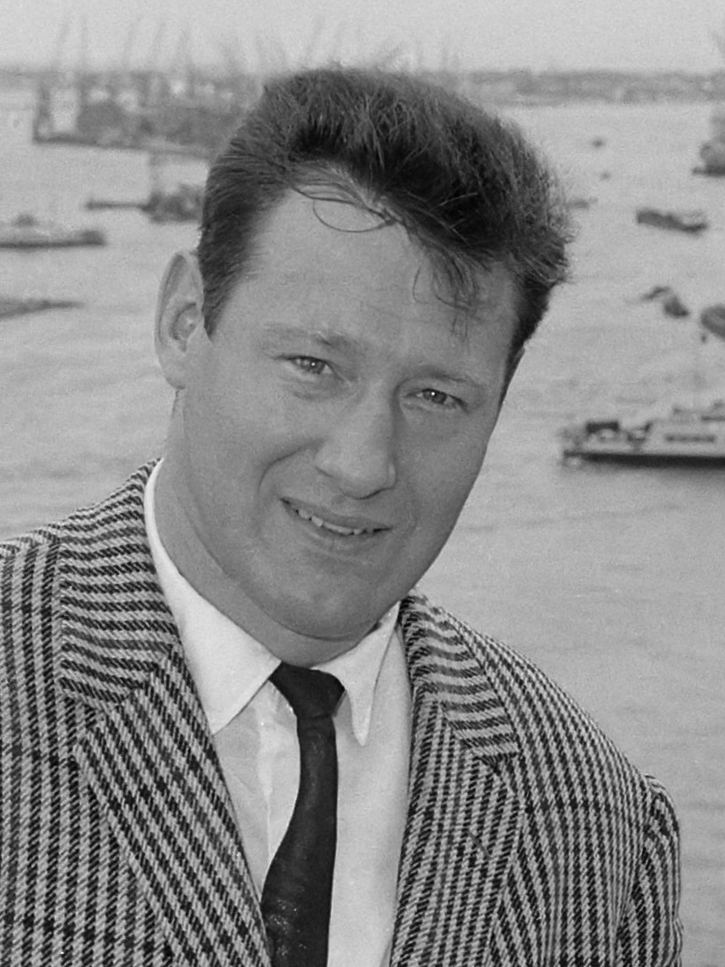
ジョン・ブルミン／12月17日没

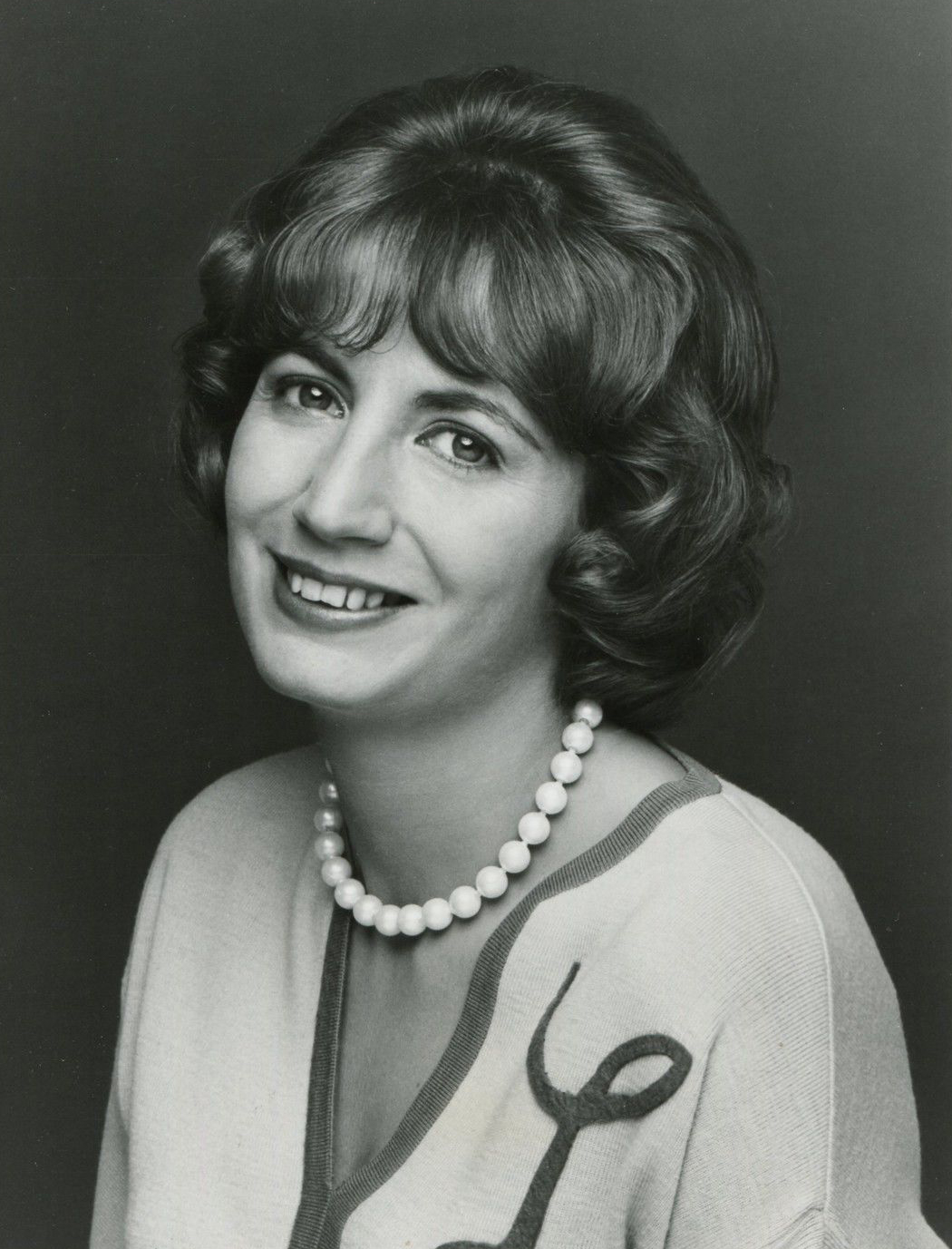
ペニー・マーシャル／12月17日没

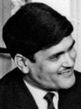
トゥラシー・ギリ／12月18日没

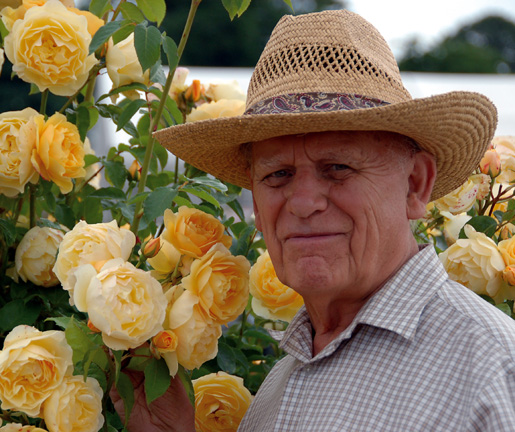
デヴィッド・C・H・オースティン／12月18日没

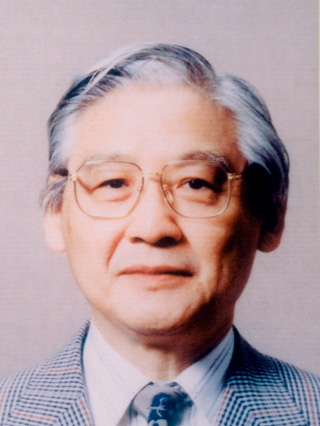
伊藤正男／12月18日没

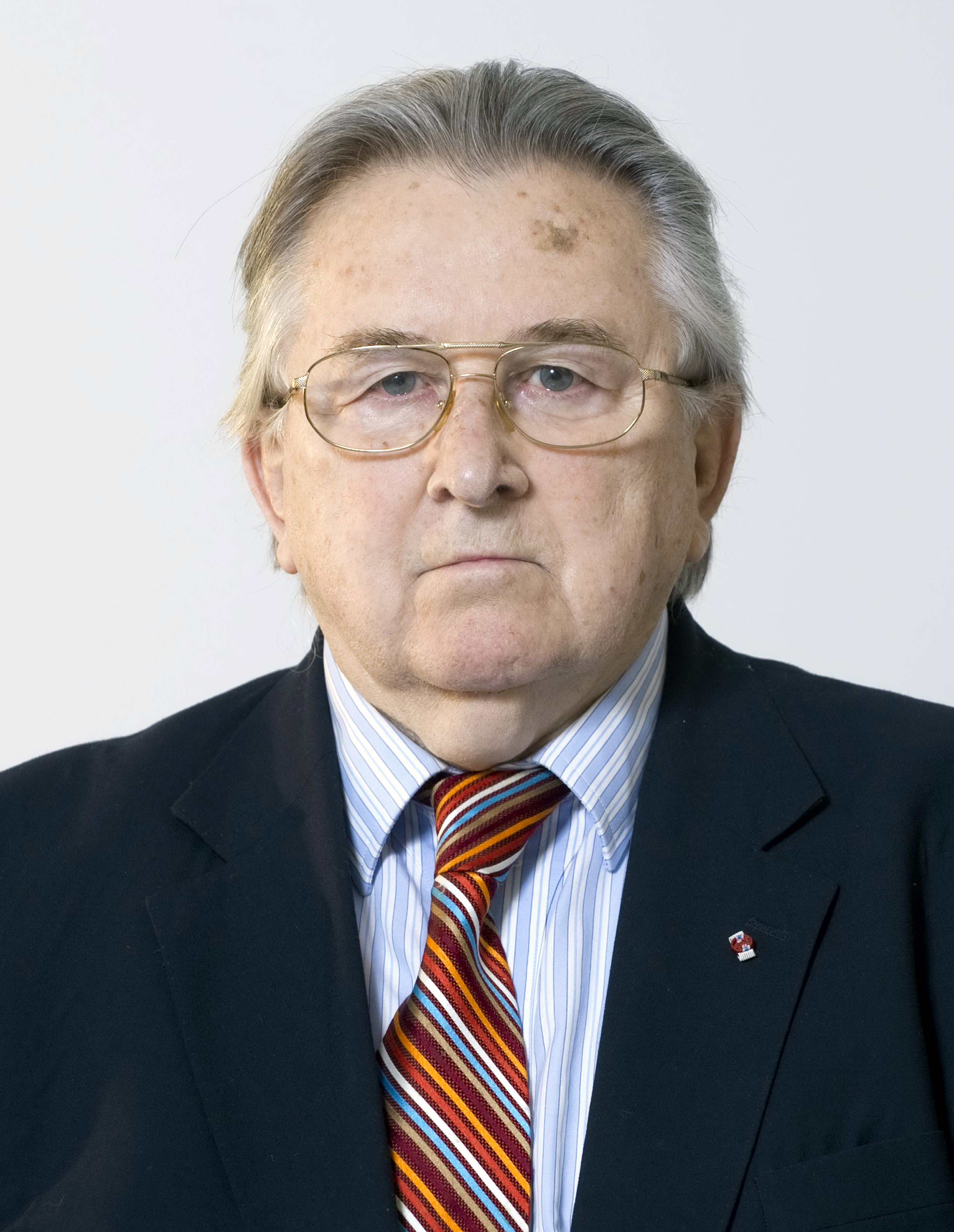
カジミェシュ・クッツ／12月18日没

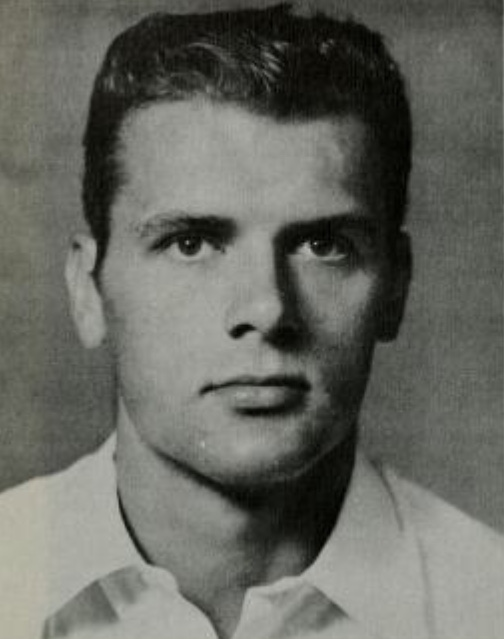
メル・ハッチンス／12月19日没

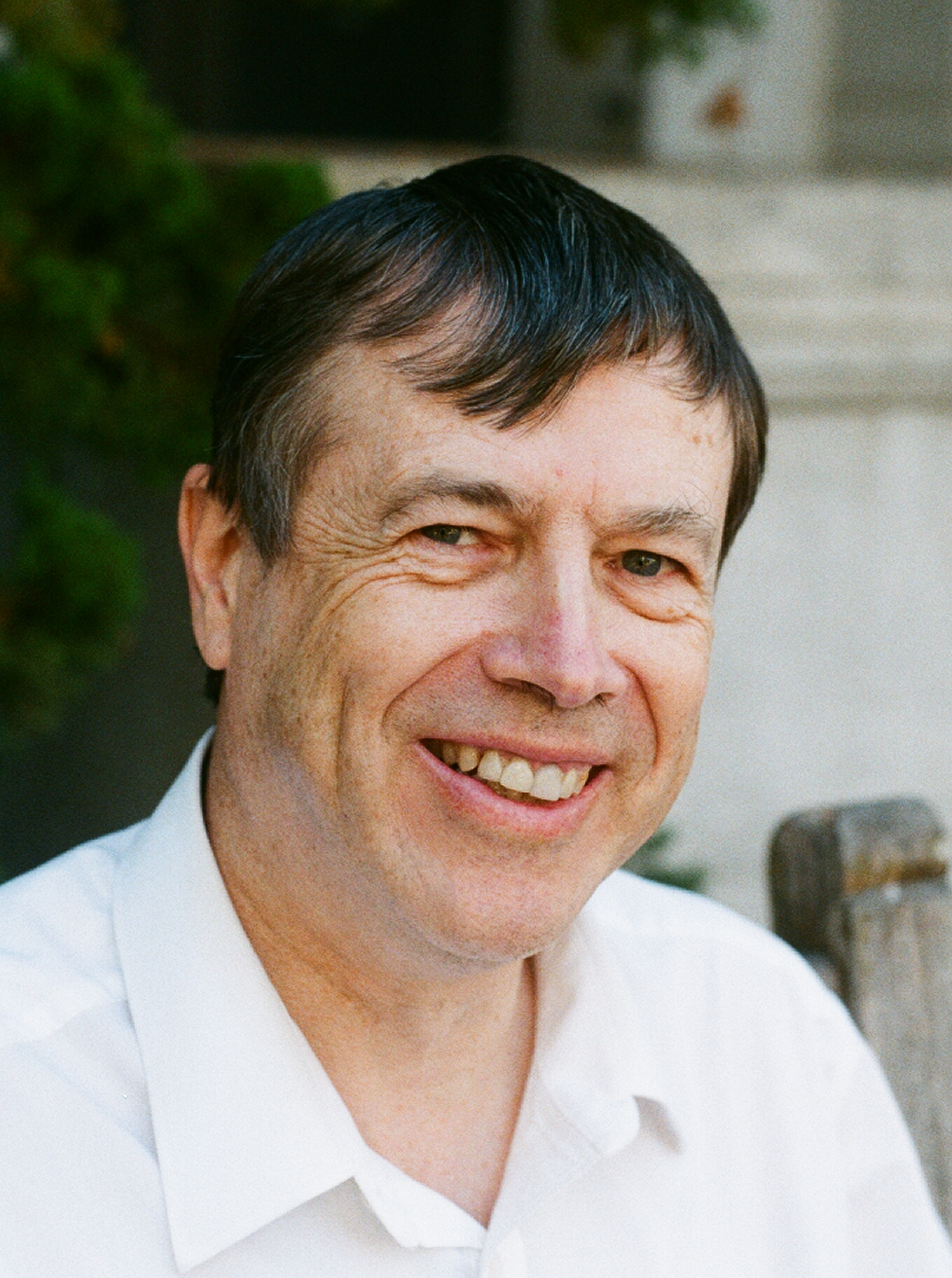
ジャン・ブルガン／12月22日没

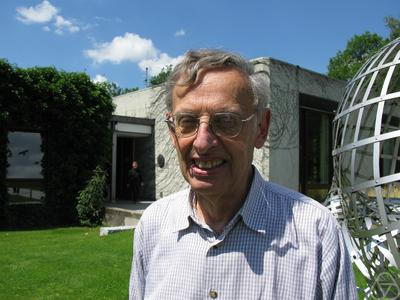
エリアス・スタイン／12月23日没

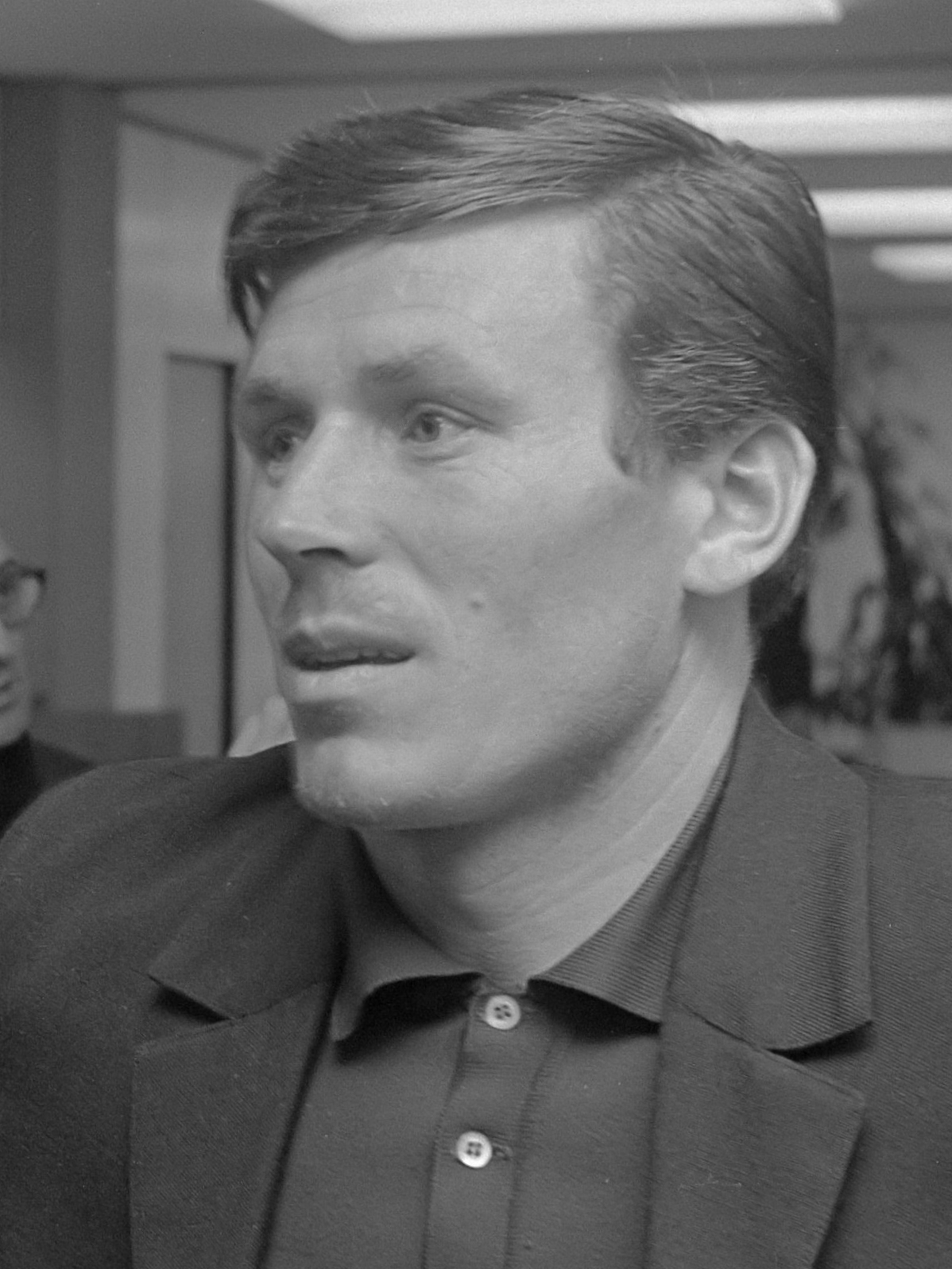
ヨゼフ・アダメツ／12月24日没

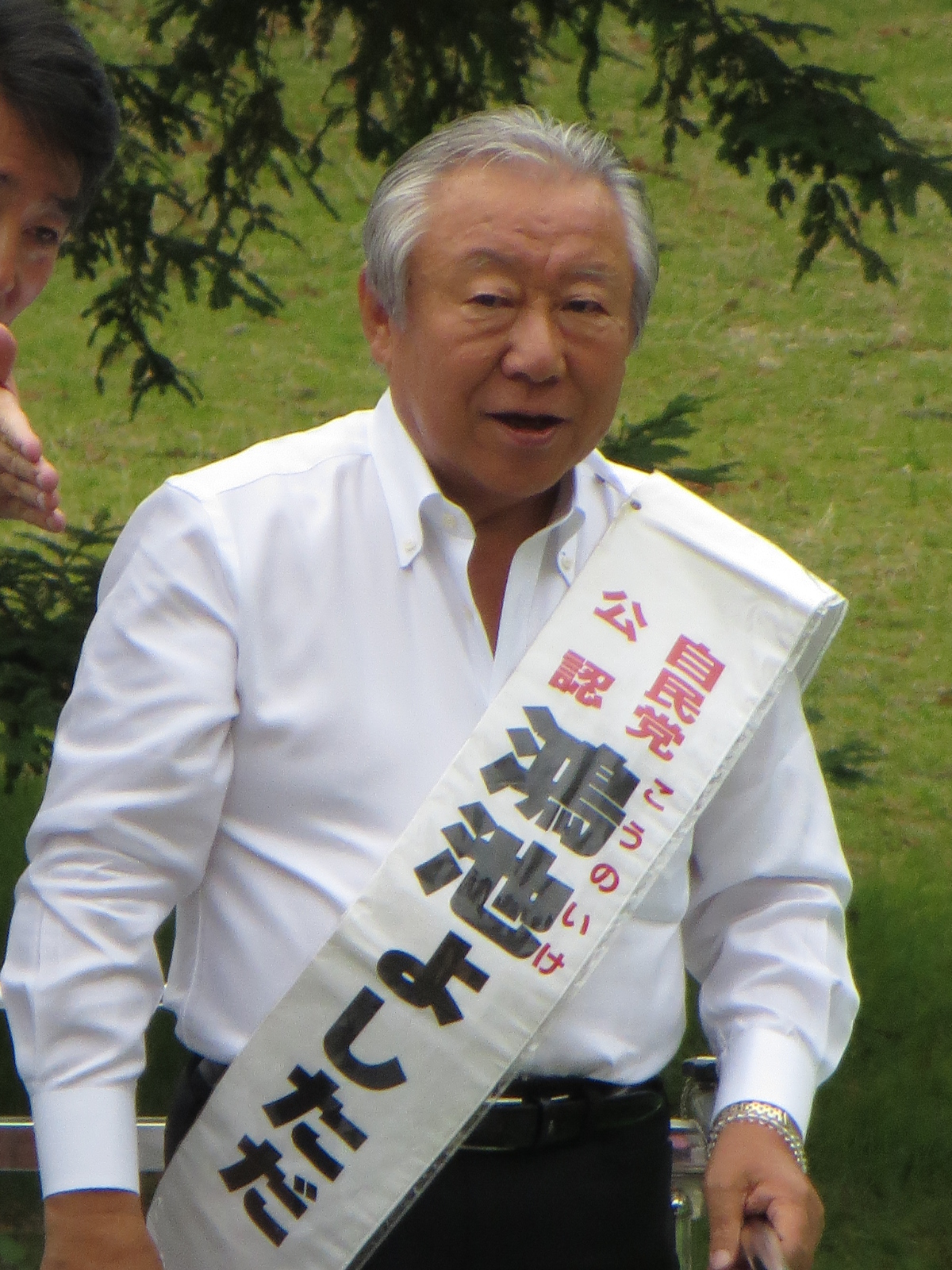
鴻池祥肇／12月25日没

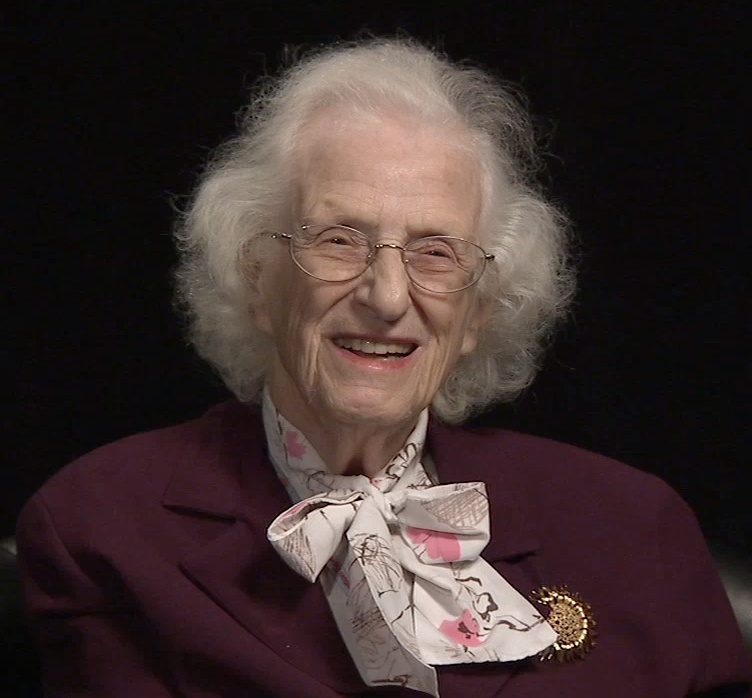
ナンシー・ローマン／12月25日没

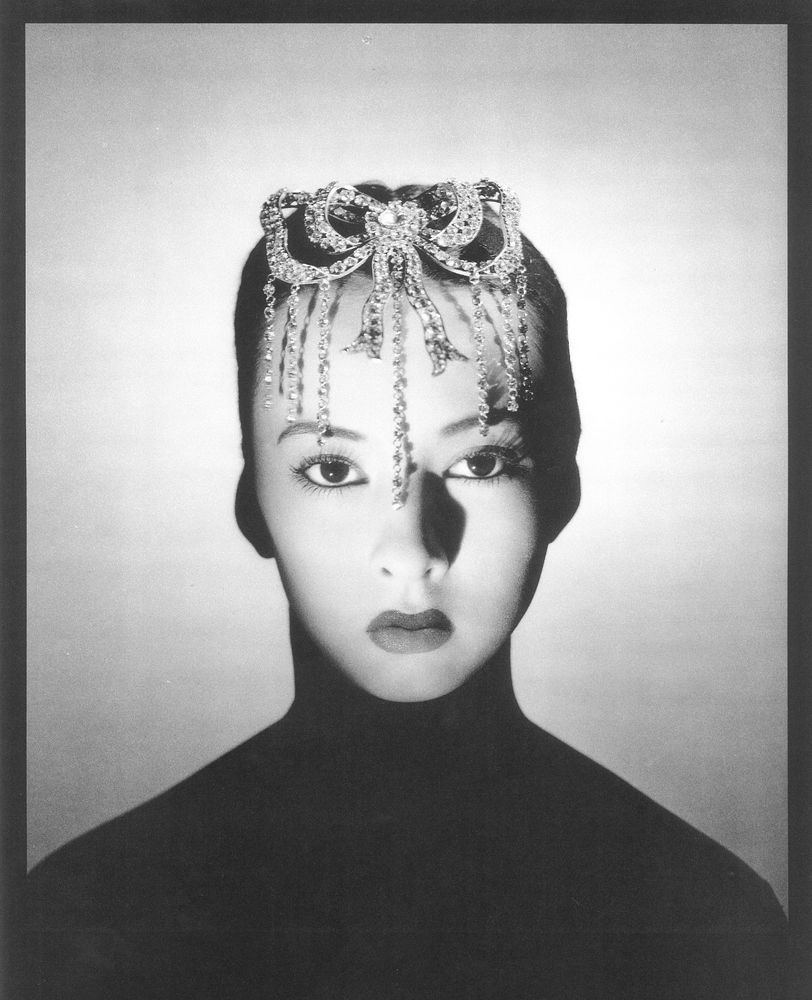
ソノ・オーサト／12月26日没

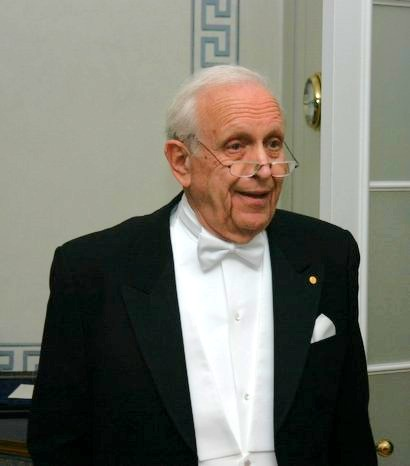
ロイ・グラウバー／12月26日没

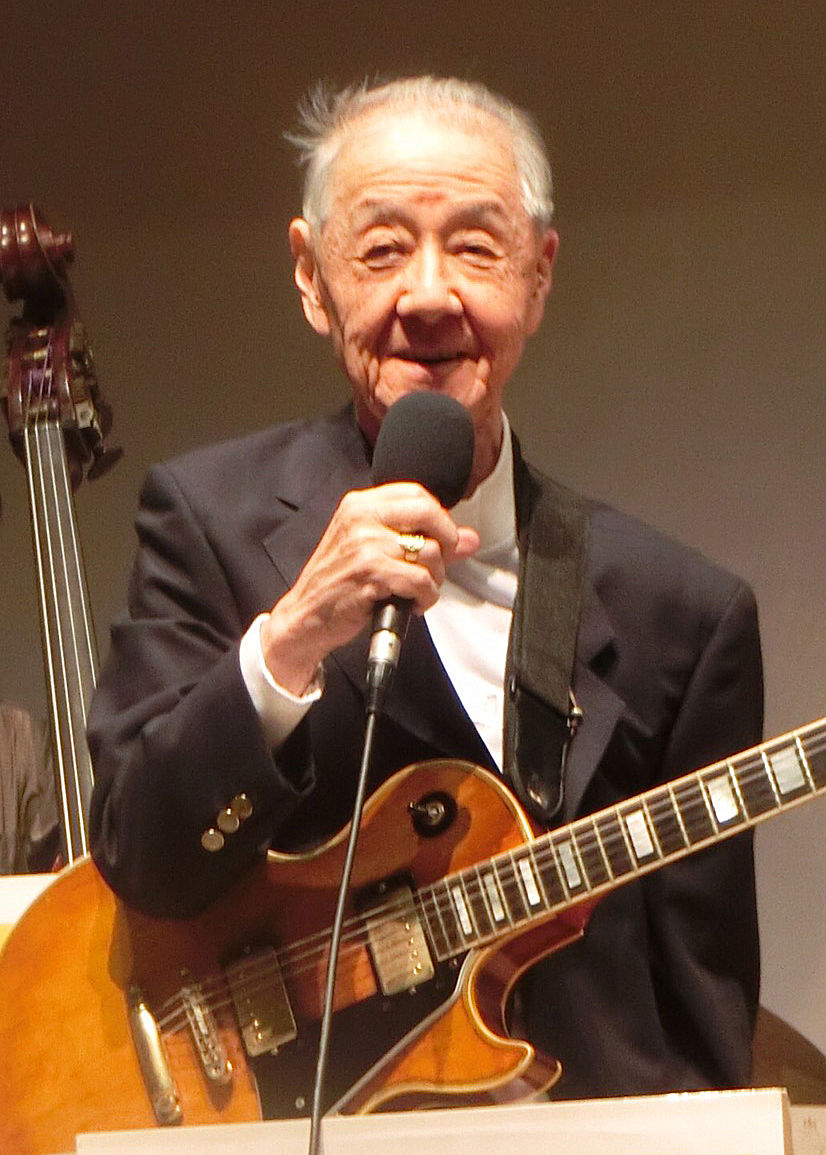
山木幸三郎／12月26日没

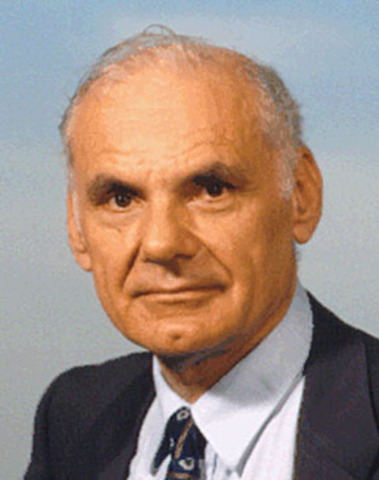
ローレンス・ロバーツ／12月26日没

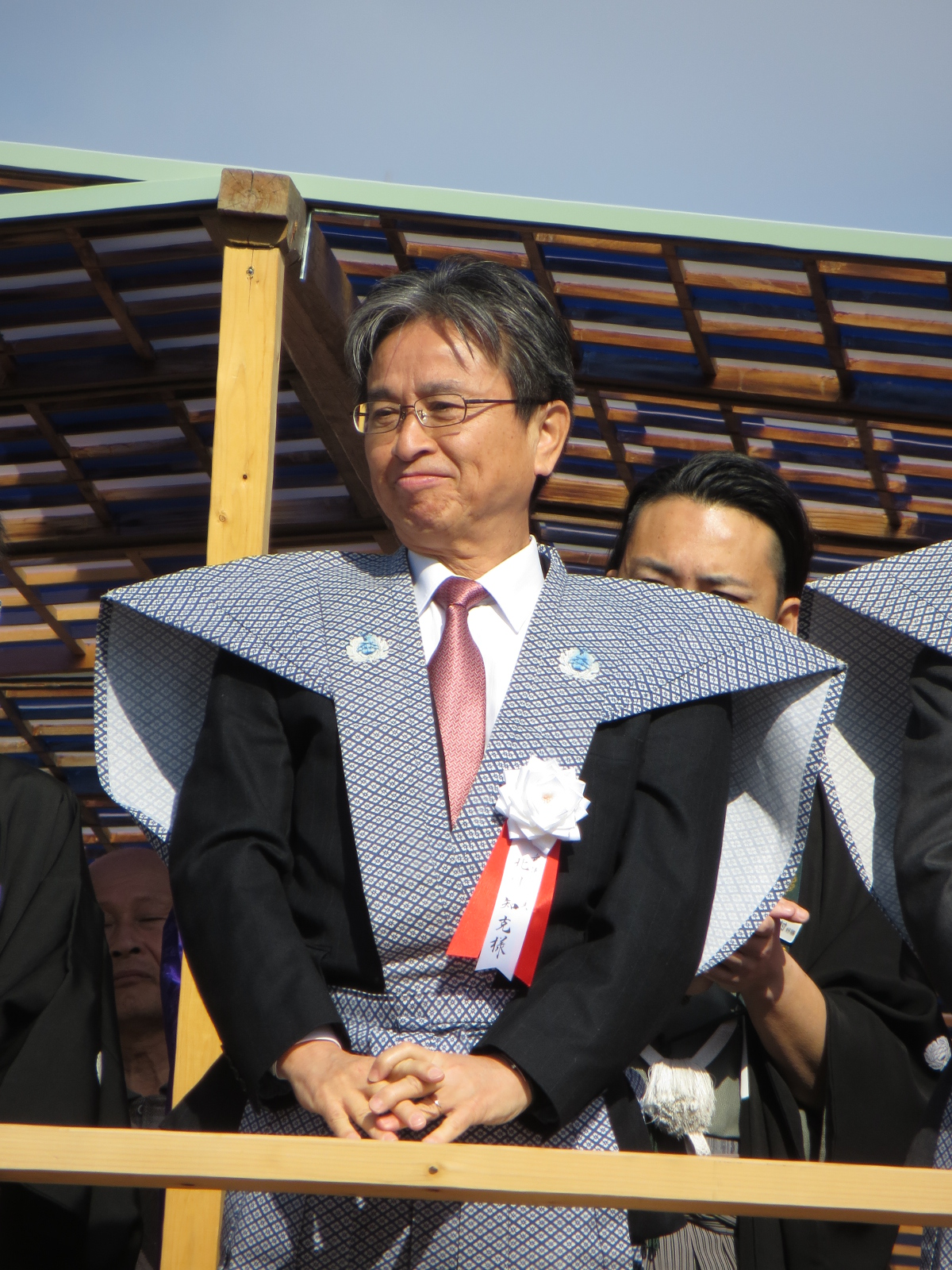
北川知克／12月26日没

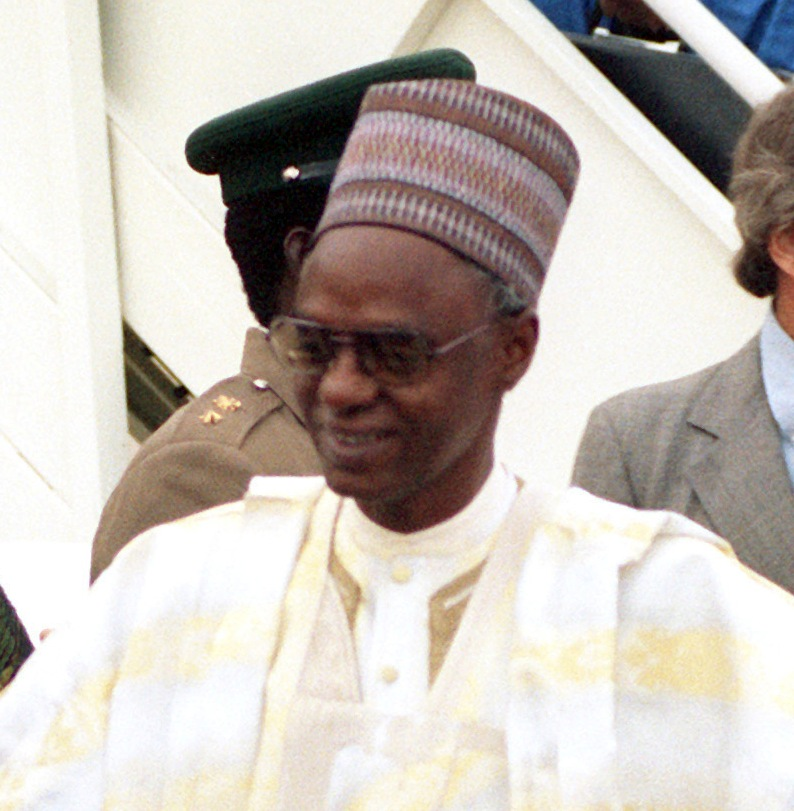
シェフ・シャガリ／12月28日没

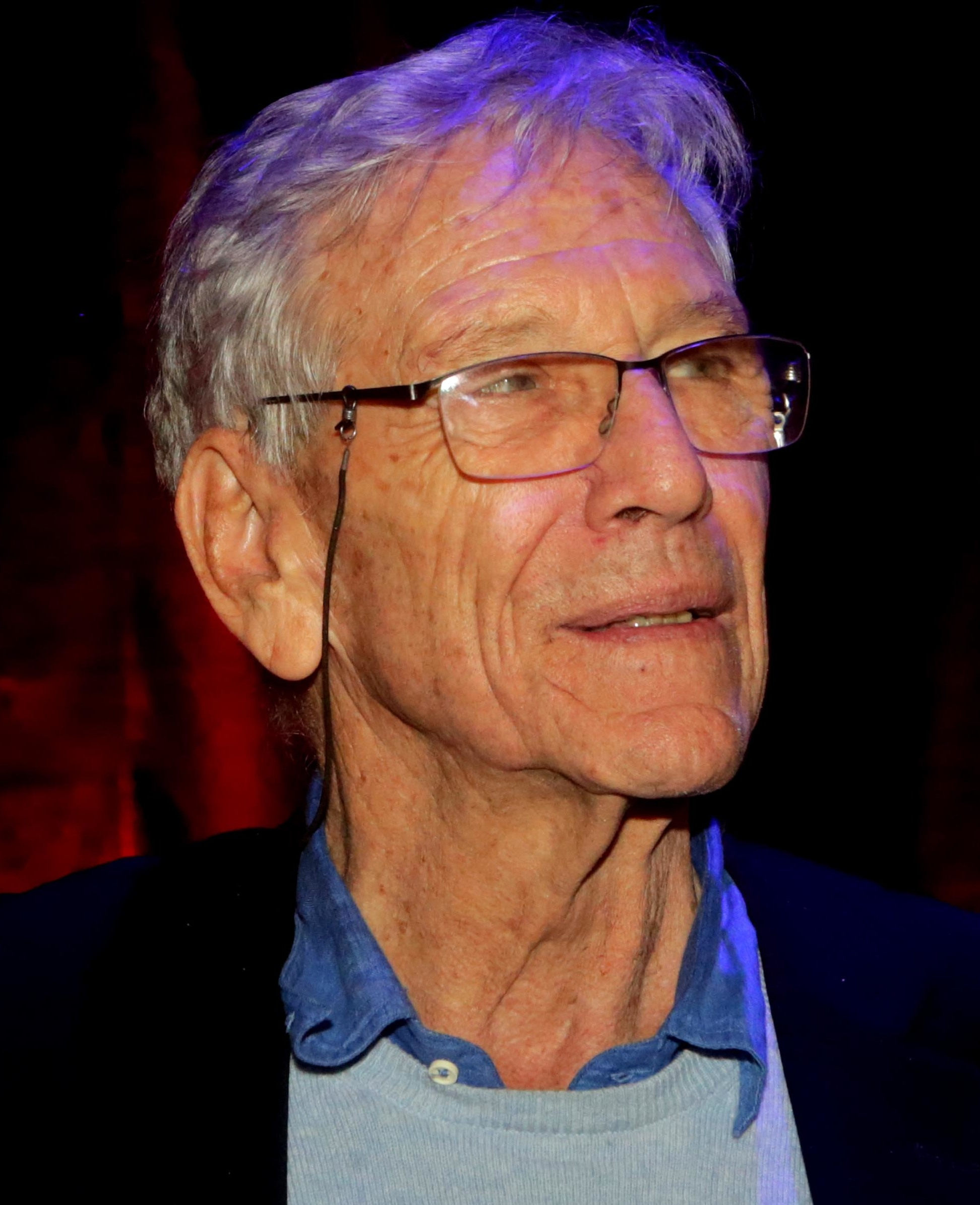
アモス・オズ／12月28日没

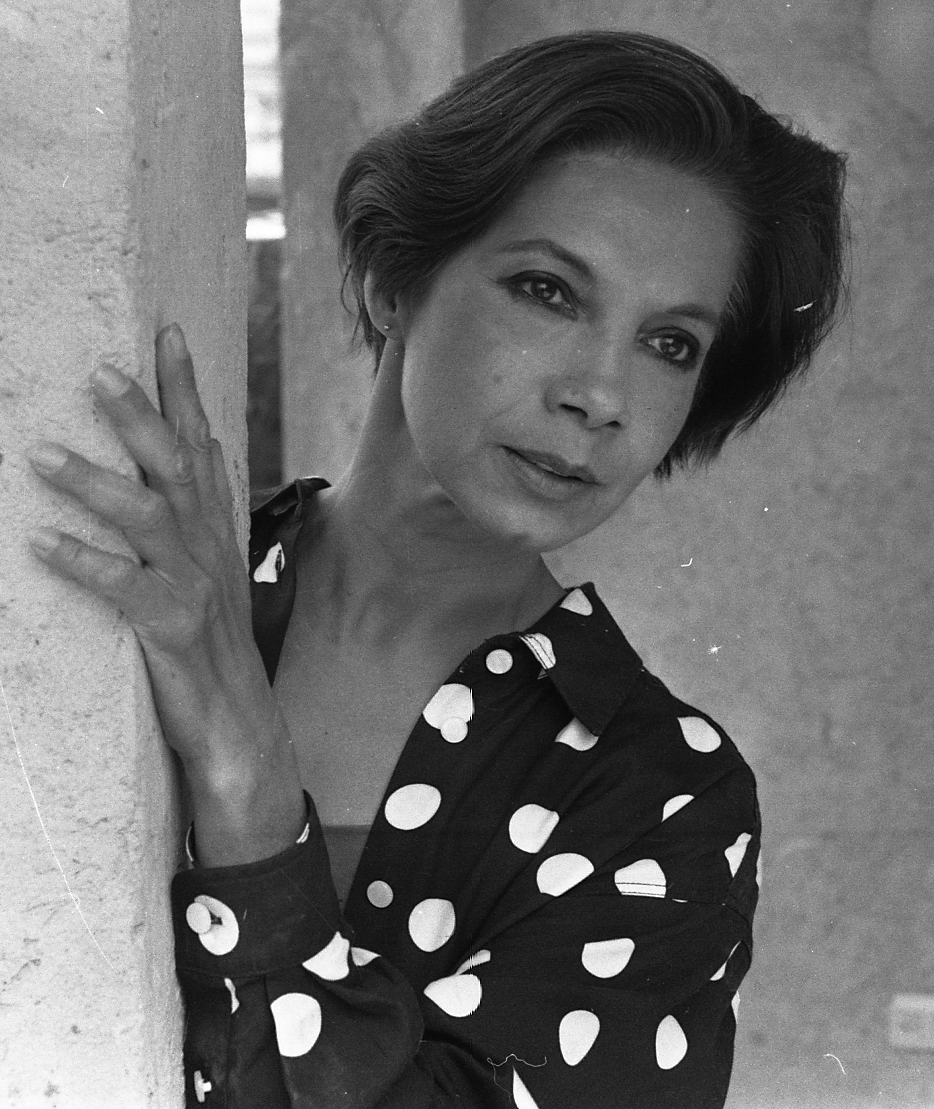
ロゼンダ・モンテロス／12月29日没

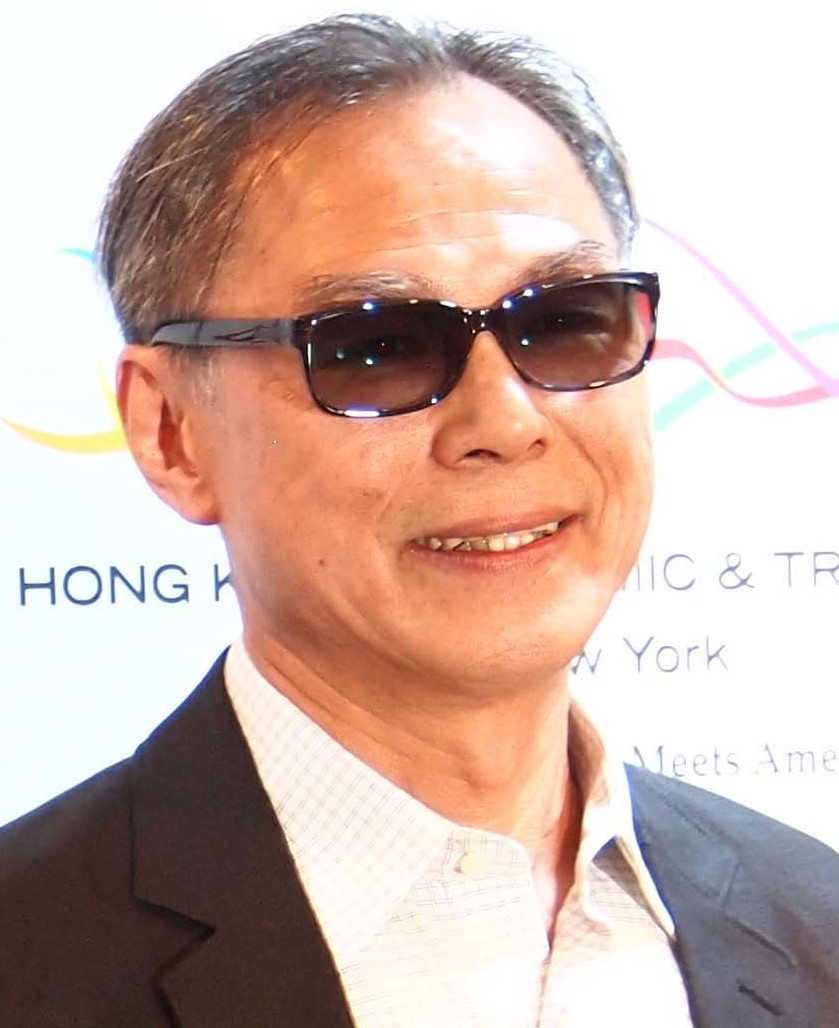
リンゴ・ラム／12月29日没

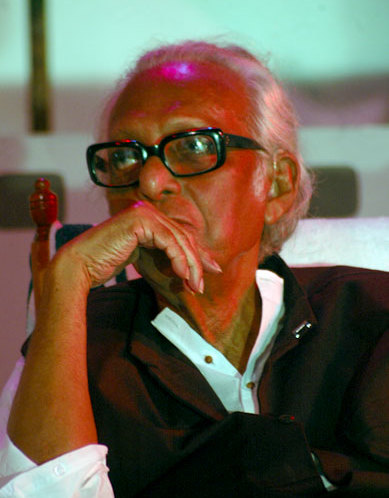
ムリナール・セーン／12月30日没

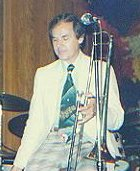
アービー・グリーン／12月31日没

- 12月16日 - 水澤譲治、日本の実業家、元いすゞ自動車会長（* 1923年）[91]
- 12月16日 - ジュゼッペ・セルモンティ（イタリア語版）、イタリアの遺伝学者（* 1925年）[92]
- 12月16日 - ジョン・フォード・ヌーナン（英語版）、アメリカ合衆国の俳優、劇作家（* 1941年）[93]
- 12月16日 - 遠藤若狭男、日本の俳人（* 1947年）[94]
- 12月16日 - コリン・クロル、アメリカ合衆国の起業家、Vine・HQトリビア（英語版）共同創業者（* 1983年?）[95]
- 12月16日 - 降矢美彌子、日本の音楽教育学者、ピアニスト、合唱指揮者、宮城教育大学名誉教授（* 1943年）[96]
- 12月17日 - 蟹江美根代、日本のぎんさん四姉妹の五女（* 1923年）[97]
- 12月17日 - ガルト・マクダーモット（英語版）、アメリカ合衆国の作曲家、ピアニスト（* 1928年）[98]
- 12月17日 - 11世福井四郎兵衛、日本の能楽師、幸清流小鼓方（* 1930年）[99]
- 12月17日 - ジョン・ブルミン、オランダの柔道家、空手家、格闘家（* 1933年）[100]
- 12月17日 - 中川和生、日本の政治家、元滋賀県びわ町長（* 1935年）[101]
- 12月17日 - 杉紀彦、日本の作詞家、放送作家（* 1939年）[102]
- 12月17日 - ペニー・マーシャル、アメリカ合衆国の映画監督、女優（* 1943年）[103]
- 12月17日 - 坂田年男、日本の統計学者、九州大学名誉教授（* 1945年）[104]
- 12月17日 - オリベ・カナレス（英語版）、キューバ出身のアメリカ合衆国の美容師（* 1956年）[105]
- 12月17日 - アンカ・ポップ（英語版）、ルーマニア出身のカナダの歌手（* 1984年）[106]
- 12月17日 - アンドレイ・スフチャルバコヴ（ロシア語版）、ベラルーシのサッカー選手、元同国U-21代表（* 1991年）[107]
- 12月18日 - トゥラシー・ギリ、ネパールの政治家、元ネパール王国首相（* 1926年）[108]
- 12月18日 - デヴィッド・C・H・オースティン、イングランドの園芸家（* 1926年）[109]
- 12月18日 - 伊藤正男、日本の生理学者、東京大学名誉教授（* 1928年）[110]
- 12月18日 - カジミェシュ・クッツ、ポーランドの映画監督、政治家（* 1929年）[111]
- 12月18日 - 宮田親平、日本のジャーナリスト、元週刊文春編集長（* 1931年）[112]
- 12月18日 - 勝部領樹、日本の放送記者、ニュースキャスター（* 1931年）[113]
- 12月18日 - 関根忍、日本の柔道家、東京都柔道連盟会長（* 1943年）[114]
- 12月18日 - 林寶邨、日本の篆刻家、毎日書道展審査会員（* 1947年?）[115]
- 12月18日 - 持田季未子、日本の美術史家、大妻女子大学名誉教授（* 1947年）[116]
- 12月18日 - アレックス・ベイデー（英語版）、ナイジェリアの元軍人、元空軍大将・国防軍司令官（* 1957年）[117]
- 12月19日 - ノーマン・ギンベル（英語版）、アメリカ合衆国の作詞家（* 1927年）[118]
- 12月19日 - メル・ハッチンス、アメリカ合衆国のバスケットボール選手（* 1928年）[119]
- 12月19日 - 木村初男、日本の統計物理学者、名古屋大学名誉教授（* 1931年）[120]
- 12月19日 - 石橋雅史、日本の俳優、空手家（* 1933年）[121][122]
- 12月19日 - ピーター・マスターソン、アメリカ合衆国の映画監督、脚本家、映画プロデューサー、俳優（* 1934年）[123]
- 12月19日 - レイヴン・ウィルキンソン（英語版）、アメリカ合衆国のバレリーナ（* 1935年）[124]
- 12月19日（訃報公表日） - 芝本正、日本の俳優（* 1944年）[125]
- 12月19日 - ラウル・マタ（英語版）、メキシコのプロレスラー（* 1947年）[126]
- 12月19日 - 斉藤俊之、日本のアマチュア野球選手・指導者、元銚子商業高校監督（* 1959年）[127]
- 12月19日 - 渡辺英彦、日本のイベントプロデューサー、富士宮やきそば学会会長（* 1959年）[128]
- 12月19日 - 舘正貴、日本の俳優、脚本家（* 1963年）[129]
- 12月20日 - 作間敏夫、日本の新聞記者、元第1次南極地域観測隊員（* 1926年）[130]
- 12月20日 - ドナルド・モファット、イギリスの俳優（* 1930年）[131]
- 12月20日 - 粂川光樹、日本の国文学者、作家、明治学院大学名誉教授（* 1932年）[132]
- 12月21日 - ワルテル・パトリシオ・アリサラ・ベルナサ（スペイン語版）、エクアドルのコロンビア革命軍分離派リーダー（* 1989年）[133]
- 12月22日 - ジェーン・ラングトン（英語版）、アメリカ合衆国の作家（* 1922年）[134]
- 12月22日 - シムカ・ロテム（ポーランド語版）、ポーランドの元軍人、ワルシャワ・ゲットー蜂起レジスタンス最後の生存者とされる人物（* 1924年）[135]
- 12月22日 - ロベルト・スアソ・コルドバ（スペイン語版）、ホンジュラスの政治家、元同国大統領（* 1927年）[136]
- 12月22日 - タラール・ビン・アブドゥルアズィーズ・アール・サウード（英語版）、サウジアラビアの王族、政治家（* 1931年）[137]
- 12月22日 - ロジャー・オーウェン（英語版）、イギリスの歴史家、ハーバード大学名誉教授（* 1935年）[138]
- 12月22日 - パディ・アシュダウン（英語版）、イギリスの政治家、元自由民主党党首、元ボスニア・ヘルツェゴビナ上級代表（* 1941年）[139]
- 12月22日 - エンツォ・ボスキ（イタリア語版）、イタリアの地震学者、元イタリア国立地球物理学火山学研究所長（* 1942年）[140]
- 12月22日 - ジャン・ブルガン、ベルギーの数学者（* 1954年）[141]
- 12月23日 - 大田堯、日本の教育学者、東京大学名誉教授、都留文科大学名誉教授、日本子どもを守る会名誉会長（* 1918年）[142]
- 12月23日 - 高玉倩（中国語版）、中華人民共和国の京劇俳優（* 1927年）[143]
- 12月23日 - エリアス・スタイン、アメリカ合衆国の数学者、プリンストン大学教授（* 1931年）[144]
- 12月23日 - 守谷美水、日本の書家（* 1934年）[145]
- 12月23日 - 杉原淳、日本のサクソフォン奏者、「大橋巨泉とザ・サラブレッズ」メンバー（* 1936年）[146]
- 12月23日 - ルバース・ミヤヒラ吟子、日本の織物作家、沖縄県立芸術大学名誉教授（* 1950年）[147]
- 12月24日 - オスバルド・バイエル（スペイン語版）、アルゼンチンの歴史家、作家、ジャーナリスト（* 1927年）[148]
- 12月24日 - 神保信一、日本の教育心理学者、明治学院大学名誉教授（* 1930年）[149]
- 12月24日 - イ・ギョンヒ、大韓民国の女優（* 1932年）[150]
- 12月24日 - スタンコ・ポクレポヴィッチ（英語版）、クロアチアのサッカー選手・指導者、元クロアチア代表（* 1938年）[151]
- 12月24日 - ジェリー・リオペル（英語版）、アメリカ合衆国のミュージシャン、シンガーソングライター（* 1941年）[152]
- 12月24日 - ヨゼフ・アダメツ、スロバキア（旧チェコスロバキア）のサッカー選手・指導者、元チェコスロバキア代表・スロバキア代表監督（* 1942年）[153]
- 12月24日 - マフムード・ハーシェミー・シャーフルーディー（英語版）、イランの政治家、元司法長官、公益判別会議議長（* 1948年）[154]
- 12月24日 - 小林岳彦、日本の工学者、東京電機大学教授（* 1953年）[155]
- 12月24日 - ラファエル・モレノ・バジェ・ロサス（スペイン語版）、メキシコの政治家、上院議員（* 1968年）[156]
- 12月24日 - マルタ・エリカ・アロンソ・イダルゴ（スペイン語版）、メキシコの政治家、プエブラ州知事（* 1973年）[156]
- 12月25日 - ラリー・アイゼンバーグ（英語版）、アメリカ合衆国の医用生体工学者、SF作家（* 1919年）[157]
- 12月25日 - 中村恒也、日本の実業家、元セイコーエプソン社長（* 1923年）[158]
- 12月25日 - 宮田良雄、日本の政治家、元兵庫県尼崎市長（* 1927年）[159]
- 12月25日 - 横山満、日本の実業家、元ダイワボウ情報システム社長（* 1931年）[160]
- 12月25日 - 鴻池祥肇、日本の政治家、自由民主党参議院議員、元衆議院議員、第3代防災担当大臣（* 1940年）[161]
- 12月25日 - 泉琉二、日本の社会学者、三重大学名誉教授（* 1944年）[162]
- 12月25日 - ジギ・シュミット（英語版）、ドイツ出身のアメリカ合衆国のサッカー指導者（* 1953年）[163]
- 12月25日 - 杉山克己、日本の社会福祉学者、青森県立保健大学教授（* 1957年）[164]
- 12月25日 - ナンシー・ローマン、アメリカ合衆国の天文学者（* 1925年）[165]
- 12月26日 - ソノ・オーサト、アメリカ合衆国のバレリーナ、女優（* 1919年）[166]
- 12月26日 - ロイ・グラウバー、アメリカ合衆国の物理学者、ノーベル物理学賞受賞者（* 1925年）[167]
- 12月26日 - ウェンディー・ベケット（英語版）、イギリスの修道女、美術史家、TV番組司会者（* 1930年）[168]
- 12月26日 - ホルヘ・グロウ（スペイン語版）、スペインの映画監督（* 1930年）[169]
- 12月26日 - 山木幸三郎、日本のジャズギタリスト、作曲家（* 1931年）[170]
- 12月26日 - ローレンス・ロバーツ、アメリカ合衆国の計算機科学者、パケット通信・ARPANET開発主導者（* 1937年）[171]
- 12月26日 - ミヒャエル・クーデンホーフ＝カレルギー、オーストリアの画家（* 1937年）[172]
- 12月26日 - 岩手太郎、日本の俳優（* 1948年）[173]
- 12月26日 - 北川知克、日本の政治家、自由民主党衆議院議員（* 1951年）[174]
- 12月26日 - 本間光雄、日本の競馬調教師【埼玉県浦和競馬組合所属】、元騎手（* 1951年）[175]
- 12月26日 - メン・ユナ（朝鮮語版）、大韓民国の歌手（* 1989年）[176]
- 12月27日 - リチャード・アーヴィン・オーバートン（英語版）、アメリカのスーパーセンテナリアン、第二次世界大戦のアメリカの最高齢の退役軍人（* 1906年）[177]
- 12月27日 - ボルゲ・リング（デンマーク語版）、デンマークのアニメーション作家（* 1921年）[178]
- 12月27日 - 河村祐治、日本の化学工学者、広島大学名誉教授（* 1926年）[179]
- 12月27日 - ミウーシャ（ポルトガル語版）、ブラジルの歌手、作曲家（* 1937年）[180]
- 12月27日 - 西原親、日本の政治家、前福岡県みやま市長（* 1938年）[181]
- 12月27日 - 小紋潤、日本の歌人（* 1947年）[182]
- 12月27日 - ロバート・カーマン（英語版）、アメリカ合衆国の俳優（* 1947年）[183]
- 12月27日 - チョン・テグァン（朝鮮語版）、大韓民国のドラマー、春夏秋冬（朝鮮語版）メンバー（* 1962年）[184]
- 12月27日 - 里倉蒼、日本の漫画家（* 生年不詳）[185]
- 12月28日 - アブデルマレク・ベンハビレス（英語版）、アルジェリアの外交官、初代駐日大使、元憲法評議会議長（* 1921年）[186]
- 12月28日 - シェフ・シャガリ、ナイジェリアの政治家、第6代大統領（* 1925年）[187]
- 12月28日 - ジューン・ウィットフィールド（英語版）、イギリスの女優（* 1925年）[188]
- 12月28日 - 亀田良一、日本の政治家、元広島県尾道市長（* 1927年）[189]
- 12月28日 - 古内龍夫、日本の郷土史家、元秋田県立図書館副館長（* 1933年）[190]
- 12月28日 - ピーター・ヒル＝ウッド（英語版）、イギリスの実業家、元アーセナルFC会長（* 1935年）[191]
- 12月28日 - アモス・オズ、イスラエルの作家、ジャーナリスト（* 1939年）[192]
- 12月28日 - 高梨英夫、日本のアマチュア野球選手、指導者（* 1942年）[193]
- 12月28日 - エフゲニー・ジミン（ロシア語版）、ロシアのアイスホッケー選手、1972年札幌オリンピック金メダリスト（* 1947年）[194]
- 12月28日 - 藤田淑子、日本の声優、女優（* 1950年）[195]
- 12月29日 - アルド・パリソ（英語版）、ブラジル出身のアメリカ合衆国のチェリスト、音楽教師（* 1918年）[196]
- 12月29日 - 宮川ひろ、日本の児童文学作家（* 1923年）[197]
- 12月29日 - ロゼンダ・モンテロス、メキシコの女優（* 1935年）[198]
- 12月29日 - ブライアン・ガーフィールド、アメリカ合衆国の小説家（* 1939年）[199]
- 12月29日 - 荒木武司、日本の経済学者、大阪教育大学名誉教授（* 1944年）[200]
- 12月29日 - リンゴ・ラム、中華人民共和国（香港）の映画監督（* 1955年）[201]
- 12月30日 - ドン・ラスク、アメリカ合衆国のアニメーター（* 1913年）[202]
- 12月30日 - ムリナール・セーン、インドの映画監督（* 1923年）[203]
- 12月30日 - エドガー・ヒルゼンラート（ドイツ語版）、ドイツの作家（* 1926年）[204]
- 12月30日 - ジュディス・リッチ・ハリス、アメリカ合衆国の心理学者（* 1938年）[205]
- 12月30日 - ブランディーヌ・ヴェルレ、フランスのクラヴサン奏者・音楽教師（* 1942年）[206]
- 12月31日 - ウォーレン・マッケンジー（英語版）、アメリカ合衆国の陶芸家（* 1924年）[207]
- 12月31日 - アービー・グリーン、アメリカ合衆国のジャズ・トロンボーン奏者（* 1926年）[208]
- 12月31日 - 朝日芳英、日本の神職、前熊野那智大社宮司（* 1933年）[209]
- 12月31日 - 吉留史郎、日本の地方官僚、元鹿児島県副知事、かごしま産業支援センター理事長（* 1935年）[210]
- 12月31日 - 梅崎利秋、日本の実業家、元新京成電鉄社長（* 1936年）[211]
- 12月31日 - レイ・ソーヤー（英語版）、アメリカ合衆国の歌手、ドクター・フック・アンド・ザ・メディシン・ショー（英語版）メンバー（* 1937年）[212]
- 12月31日 - リチャード・マークス、アメリカ合衆国の編集技師（* 1943年）[213]
- 12月31日 - イム・セウォン（朝鮮語版）、大韓民国の医師（* 1971年）[214]
- 12月31日（訃報公表日） - 村田護郎、日本のメカニックデザイナー（* 生年不詳）[215]